# Feyenoord Rotterdam
Ne doit pas être confondu avec Feijenoord.
Maillots
Actualités
Feyenoord Rotterdam, couramment appelé Feyenoord, est un club de football néerlandais originaire du sud de Rotterdam et fondé le 19 juillet 1908.
Participant au championnat des Pays-Bas de football sans interruption depuis 1921, et présent en Eredivisie depuis son instauration en 1956. Avec 16 titres de champions et 14 coupes des Pays-Bas, il est le troisième club le plus titré aux Pays-Bas, après l'Ajax Amsterdam et le PSV Eindhoven. Sur le plan continental, Feyenoord a été en 1970 le premier club néerlandais à remporter un trophée européen majeur avec la Coupe des Clubs Champions et à être sacré champion du monde grâce à la Coupe Intercontinentale. Il a également remporté deux coupes UEFA, en 1974 et 2002.
Feyenoord joue ses matchs à domicile à De Kuip depuis 1937, stade d'une capacité de 51 177 places qui a été construit sous l'impulsion de Leen van Zandvliet, dirigeant du club d'alors. Les joueurs s'entraînent au 1908, un centre d'entraînement construit en 2018 et situé à côté du complexe sportif de Varkenoord. Le club est présidé par Toon van Bodegom. Son entraîneur est Robin van Persie depuis février 2025.

## Histoire

### Premières années (1908-1917)
Le club est fondé en tant que Wilhelmina le 19 juillet 1908 au café De Vereeniging par des jeunes du quartier de Feijenoord jouant régulièrement au football. Certains des fondateurs du clubs ont déjà été impliqués dans la création d'autres clubs locaux, à l'instar de Kees van Baaren avec le FFC.
L'équipe est rapidement renforcée par des anciens joueurs du Volharding puis le club rejoint la Rotterdamsche Voetbalbond en 1909, prenant alors le nom de Celeritas. Celeritas remporte le championnat de la RVB en 1912 et obtient ainsi sa promotion au sein de la NVB. Cette promotion entraîne l'adoption du nom Feijenoord pour éviter toute homonymie avec un club de La Haye déjà affilié au sein de la NVB. Feijenoord décide de construire son propre stade en 1917 à De Kromme Zandweg. Grâce à son déménagement vers un véritable stade, le club obtient sa promotion en première division.

### Succès dans le football amateur (1918-1954)

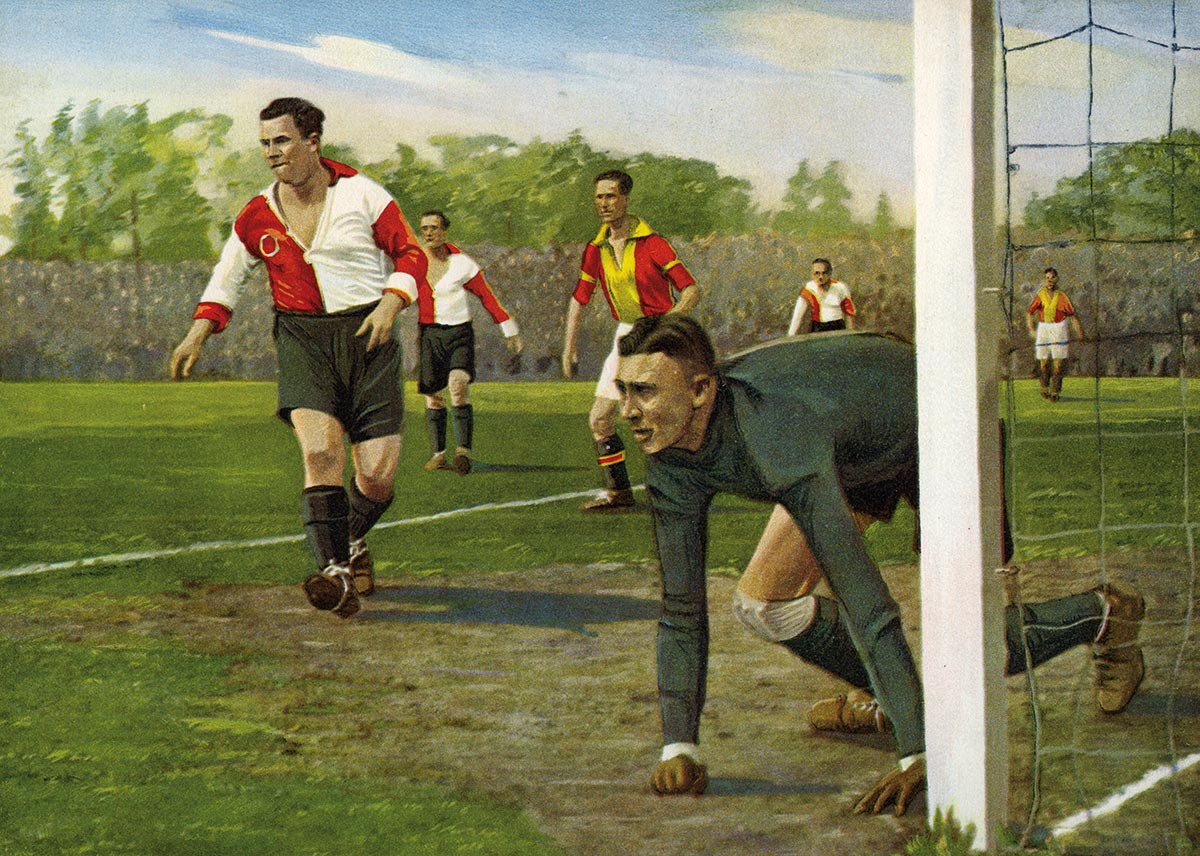
Match entre Feyenoord et Go Ahead dans les années 1930.

Ayant profité de la création en 1917 d'une nouvelle poule régionale au sein de la Eerste Klasse et de la construction de son stade pour être promu, Feyenoord passe deux saisons en première division avant que la NVB, sous la pression des clubs historiques et élitiste de la poule A, ne dégrade en deuxième division l'ensemble de la poule B, dont Feyenoord fait partie. En 1921, le club est sacré champion de l’Overgangklasse et est promu en première division, cette fois-ci dans la « véritable » poule régionale. Feyenoord ne sera jamais relégué après cette montée.
À l'occasion d'un match face au Danemark le 17 avril 1922, Gerrit Hulsman est le premier joueur du club à être sélectionné en équipe des Pays-Bas, avant que Bertus Bul ne devienne le premier joueur à devenir international sous les couleurs de Feyenoord en juin 1923,. C'est avec ce dernier et des joueurs comme Puck van Heel, Kees Pijl, Adriaan Koonings ou Jan Petterson que Feyenoord devient champion des Pays-Bas pour la première fois en 1924. Deux ans plus tard, l'équipe remporte sa première Zilveren Bal, qui était à l'époque un tournoi prestigieux organisé par le Sparta Rotterdam.
Le club s'impose comme une des meilleures équipes du football national en participant au tournoi final du championnat presque chaque saison, remportant à nouveau le championnat en 1928 et décrochant sa première coupe des Pays-Bas en 1930. Les succès du club attirent de plus en plus de spectateurs à De Kromme Zandweg et au début des années 1930, la direction du club commence à envisager la construction d'un nouveau stade pouvant accueillir 60 000 personnes. Leen van Zandvliet, président d'alors, est l'investigateur du projet qui mènera à la construction du Stadion Feijenoord. Le stade est inauguré par l'équipe entraînée par Richard Dombi, qui est la première à délaisser le « kick and rush » pour un jeu plus construit, baptisé slingerback-systeem, qui lui permet de remporter le championnat (1936, 1938), la coupe (1935) et la Zilveren Bal (1937, 1939).
Après le bombardement de Rotterdam en mai 1940 et la reddition de l'armée néerlandaise, le club doit quitter le Stadion Feijenoord qui est réquisitionné par l'armée allemande. C'est à Het Kasteel que Feyenoord remporte le championnat face à Heracles en août 1940, ce qui constitue le dernier titre de l'ère amateur du club. Après la guerre, Feyenoord retrouve son stade et connait une période creuse où des joueurs internationaux comme Joop Brandes, Piet Steenbergen ou Arie de Vroet partent en France pour devenir professionnels. En 1954 , la KNVB autorise finalement le professionnalisme, grâce notamment au lobbying de Cor Kieboom, président du club. Feyenoord se porte candidat au nouveau championnat et quitte le football amateur.

### Professionnalisation et âge d'or (1954-1974)

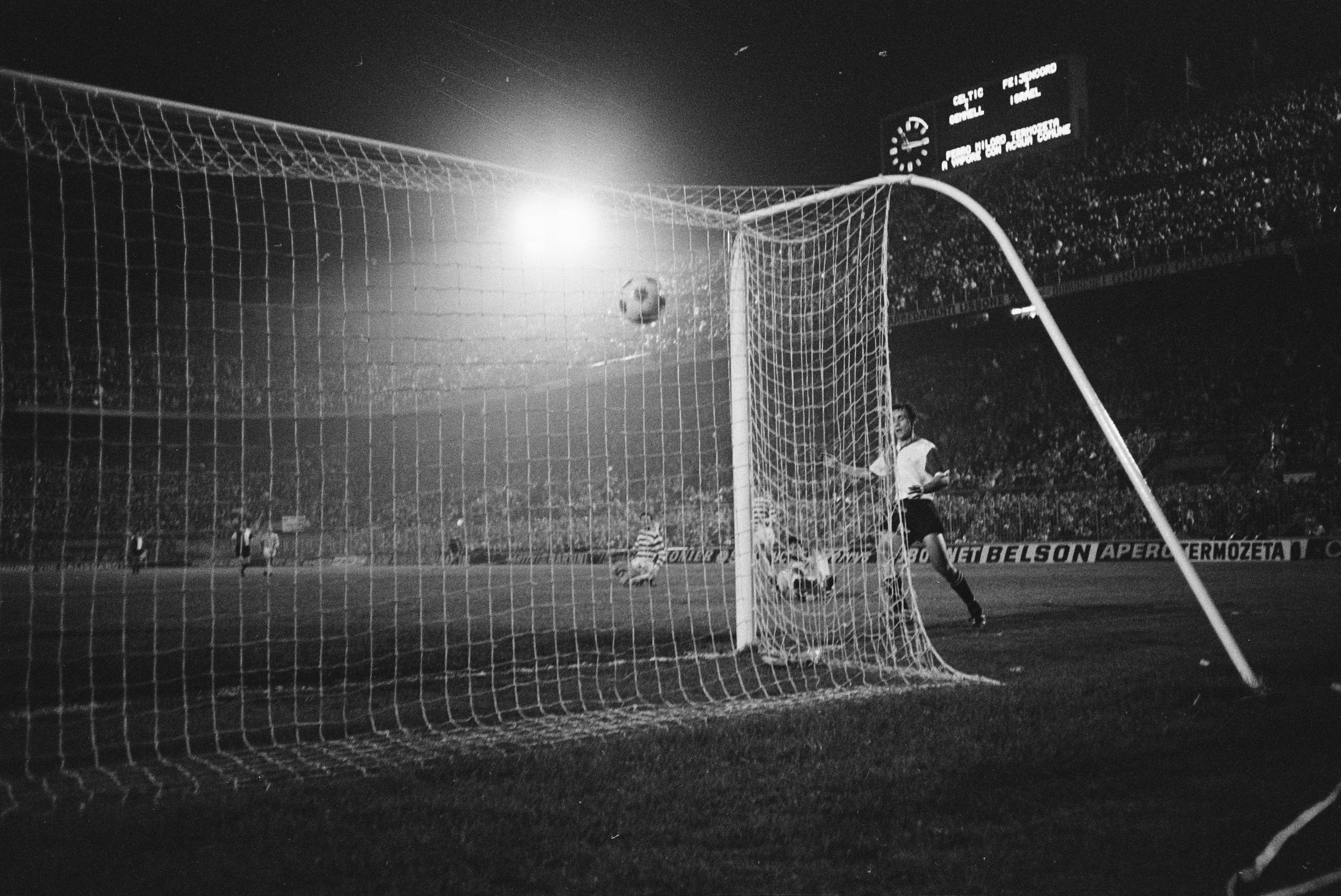
Ove Kindvall marquant le but victorieux en finale de la Coupe des clubs champions face au Celtic.

L'instauration du professionnalisme implique une réorganisation totale du championnat sur deux saisons, durant lesquelles Feyenoord décroche sa place pour la saison inaugurale de l'Eredivisie en 1956. C'est lors de cette saison qu'est employé pour la première fois le terme De Klassieker pour l'opposition entre Feyenoord et l'Ajax Amsterdam. Bien qu'ayant battu l'Ajax 7 à 3, le club obtient lors de ces premières saisons de l'Eredivisie des résultats mitigés malgré un football attrayant et une popularité croissante, qui permet au club le 28 avril 1959 de jouer face à Manchester United le premier match de football retransmis en direct à la télévision néerlandaise. Le club pose dans ces années les bases de l'équipe qui s'imposera comme l'une des meilleurs au début des années 1960 en recrutant chaque année un nouvel élément. Coen Moulijn rejoint le club dès 1955 en provenance du club voisin de Xerxes, Eddy Pieters Graafland arrive en 1958 et Jan Klaassens quitte VVV pour Feyenoord en 1959.
Les années 1960 marquent le début des victoires initiées par le recrutement des premières années du professionnalisme. Entraîné par Jiří Sobotka depuis 1959, Feyenoord pratique un football offensif et attractif qui permet au club de s'imposer 9 à 5 face à l'Ajax et de marquer 100 buts tout au long de la saison 1960-1961. La saison se clôture à De Kuip par une victoire 2 à 1 face à Rapid JC le 28 mai 1961, permettant ainsi à Feyenoord de renouer avec le titre de champion après 21 ans,. Le second titre consécutif de 1962, obtenu face à ADO et suivi à nouveau d'un envahissement de terrain comme en 1961, participe au grand engouement populaire autour du club. Mené par son trio offensif composé de Coen Moulijn, Cor van der Gijp et Henk Schouten, Feyenoord réalise une bonne campagne européenne lors de la saison suivante en atteignant les demi-finales de la Coupe des clubs champions, éliminé par Benfica. L'équipe entraînée depuis 1961 par l'autrichien Franz Fuchs joue en partie sur ses propres qualités, l'entraîneur ayant du mal à se faire comprendre par les joueurs et étant raillé par ces derniers.
Auteur du premier doublé coupe-championnat de l'histoire aux Pays-Bas en 1965[réf. nécessaire], la KNVB inscrit Feyenoord l'année suivante aussi bien pour la Coupe des clubs champions que pour la Coupe des coupes, ce que l'UEFA refuse. Finalement, le ticket pour la C2 de 1965-1966 est remis au finaliste, Go Ahead. Rééditant la performance du doublé en 1969, Feyenoord entre dans une nouvelle dynamique avec l'arrivée au poste d'entraîneur d'Ernst Happel, qui en plus d'instaurer un plan de jeu novateur dont les bases avaient été posées lors de son passage à ADO, induit l'idée que le succès sur le plan européen est possible. L'équipe qui est alors encore composée de quelques joueurs des premiers titres des années 1960 (Van der Gijp, Moulijn, Pieters Graafland) dispose également de joueurs singuliers comme Rinus Israël et Ove Kindvall arrivés en 1966, Willem van Hanegem arrivé en 1968 et Franz Hasil arrivé en 1969.

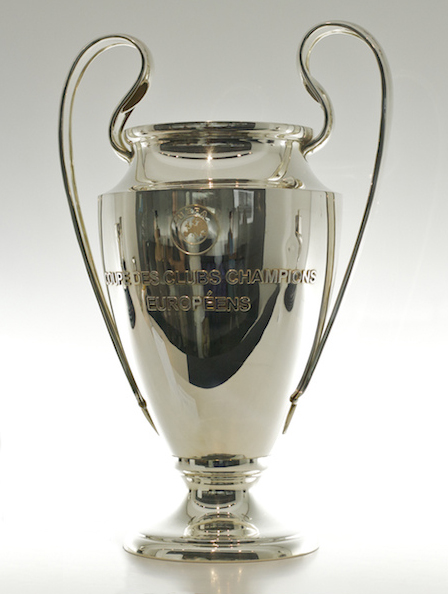
Le Feyenoord Rotterdam champion d'Europe 1970.

Feyenoord qui avait toujours perdu face aux grosses équipes européennes, participe à la Coupe des clubs champions grâce à son titre de 1969 où il y élimine en novembre 1969 l'AC Milan, tenante du titre, avant de remporter le trophée 2 à 1 après prolongations face au Celtic Glasgow le 6 mai 1970 à San Siro. Feyenoord remporte ensuite la Coupe intercontinentale, et bien qu'éliminé la même année dès le premier tour par l'UT Arad en Coupe des clubs champions, l'équipe arrache le titre de champion des mains de l'Ajax lors d'une victoire 3 à 1. Ces années de succès prennent fin avec le titre de champion en 1974 et avec la victoire aux dépens de Tottenham Hotspur en Coupe UEFA la même année.

### Disette et problèmes financiers (1975-1991)
Wiel Coerver qui avait commencé à prendre l'équipe en main dès 1973 et remporté les deux trophées de 1974, quitte finalement le club en 1975 après une deuxième place en championnat. Feyenoord finira encore deuxième en 1976 et entamera alors une période creuse. Van Hanegem quitte le club et l'entraîneur yougoslave Vujadin Boškov enchaîne deux mauvaises saisons, finissant 4e en 1977 puis 10e en 1978. Václav Ježek prend ensuite l'équipe en main avec comme objectif de rajeunir l'effectif avec des joueurs des équipes jeunes du club comme Stanley Brard, André Stafieu et Ben Wijnstekers. Les résultats commencent à arriver en 1979 après l'arrivée en attaque de Pétur Pétursson, qui avait été repéré lors d'un match de coupe UEFA la saison précédente. Il devient l'un des fers de lance de l'équipe en marquant lors des huit premiers matchs du championnat. Feyenoord qui fait un bon début de saison finit finalement quatrième mais remporte la coupe des Pays-Bas 3 à 1 face à l'Ajax grâce à un doublé de Pétursson. La saison suivante, l'équipe réalise un bon parcours en coupe d'Europe des vainqueurs de coupes, éliminé en demi-finale par le Dinamo Tbilissi, futur vainqueur de l'épreuve. Feyenoord continue ensuite d'enchaîner les résultats en dents de scie en championnat.

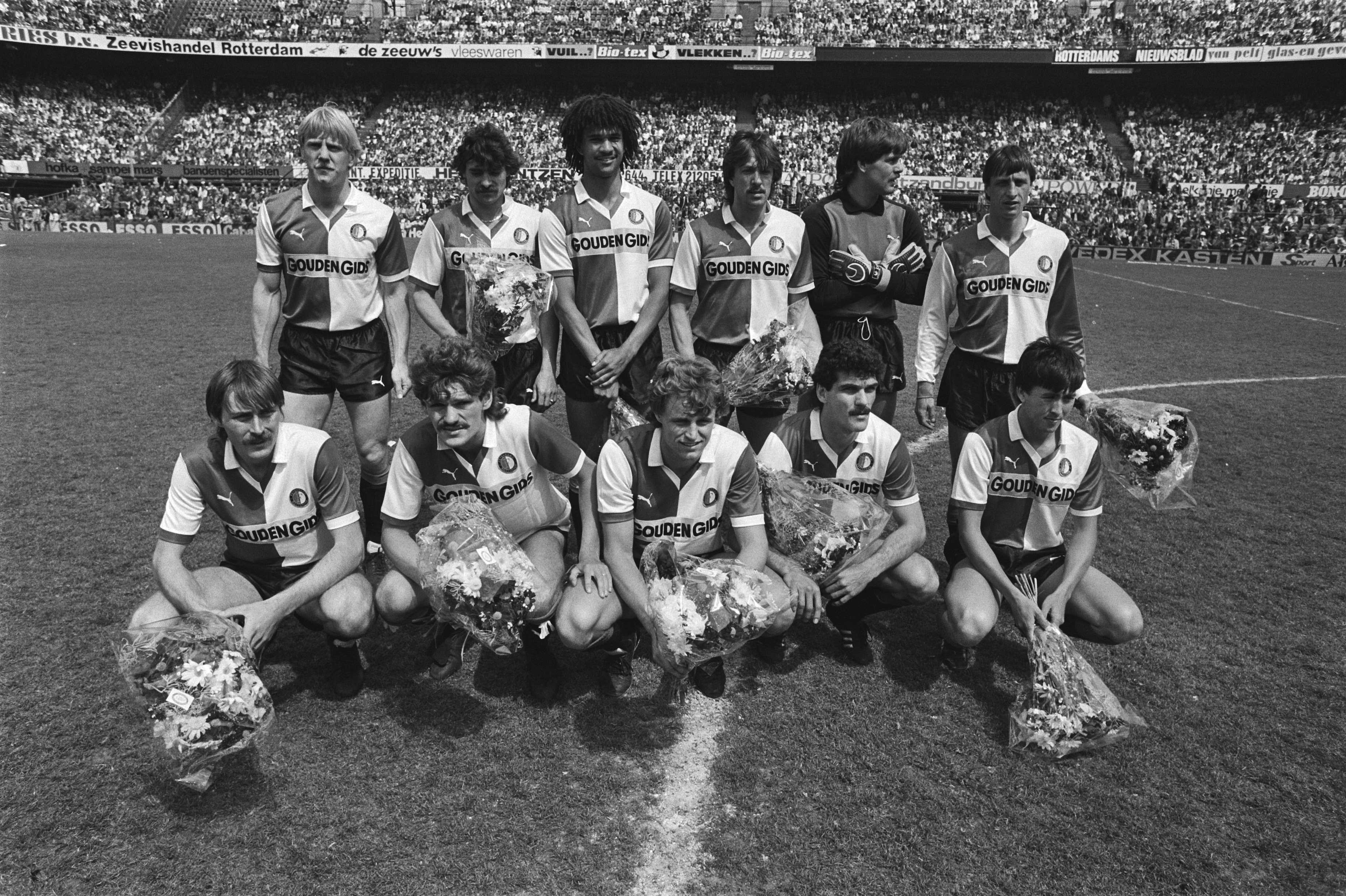
Équipe auteur du doublé en 1984.

Lors de l'été 1983 Feyenoord signe l'arrivée de Johan Cruijff, joueur emblématique de l'Ajax, ce qui déclenche d'importantes polémiques et pousse certains supporteurs à rendre leur abonnement. L'entraîneur est en partie influencé par Cruijff pour le choix de l'équipe qui est alors composée de joueurs du rajeunissement de la fin des années 1970 et d'autres nouveaux venus tels Mario Been, Ruud Gullit ou Peter Houtman. Feyenoord réalise cette saison un doublé en remportant la coupe et le championnat. Le club recommence néanmoins ensuite à enchaîner les résultats décevants. Symbole des années 1980, de nombreux renforts peu convaincants rejoignent encore le club et le stade commence à être déserté. Lors de la saison 1987-1988, l'équipe alors entraînée par Rinus Israël, qui souffre d'importants problèmes de compréhension avec les joueurs, malgré un bon début en championnat s'effondre en fin de saison obtenant un record de défaites consécutives (4). Lors de l'ultime défaite de la saison face au FC Den Bosch des supporteurs envahissent le terrain pour obtenir des explications du staff technique. C'est au cours de cette saison que la plus faible affluence lors d'un match est enregistrée quand seulement 2 590 supporteurs viennent assister au match face au FC Utrecht,.
Le désaveu du public continue et en 1989, des supporteurs envahissent encore le terrain du De Kuip après une défaite face à Fortuna. Le match suivant à domicile face au FC Groningue, les joueurs portent un maillot où le sponsor HCS est remplacé par le texte Support Ons en français : « Soutenez-nous ». Mais la saison est encore synonyme de mauvais résultats et Pim Verbeek ne semble pas être l'entraîneur de la situation. Lors de la saison 1990-1991, Feyenoord perd en championnat 6 à 0 face au PSV Eindhoven avant de réussir à les éliminer contre toute attente en coupe. L'équipe, alors entraînée depuis mars 1991 par Wim Jansen, remporte la finale face à Den Bosch, ce qui vaut à Jansen d'être considéré comme le sauveur du club. À partir de l'été 1991, HCS, sponsor maillot, commence à avoir des problèmes financiers et risque d'entraîner Feyenoord dans sa chute. HCS fait finalement faillite fin 1991 et Feyenoord est sauvé grâce à la mobilisation de Jorien van den Herik, qui deviendra président, et l'arrivée de Stad Rotterdam Verzekeringen, compagnie d'assurance, en tant que nouveau sponsor.

### Cupfighters et dernier succès européen (1992-2002)
Feyenoord remporte pour la deuxième fois consécutive la coupe en 1992, en s'imposant 3 à 0 face à Roda JC. Willem van Hanegem remplace Rinus Israël au poste d'entraîneur pour la saison 1992-1993 et mène le club à son premier titre de champion en neuf ans. Feyenoord est sacré champion à Groningue lors d'une victoire 5 à 0 face au FC Groningue. Le bus des joueurs est acclamé tout au long de son retour à Rotterdam par des supporteurs disséminés le long de la route. Cette équipe qui regagnera encore deux coupes consécutives en 1994 et 1995 acquiert le surnom de Cupfighters pour ses succès en Coupe des Pays-Bas donc mais également pour ses bons résultats sur la scène européenne en Coupe des coupes, puisque l'équipe atteint les quarts de finale en 1994, éliminée par le Real Saragosse, ainsi que deux fois les demi-finales, en 1992, éliminée par l'AS Monaco, et en 1996 éliminée par le Rapid Vienne.
Ed de Goey, John de Wolf, Henk Fraser, John Metgod, Regi Blinker, Gaston Taument, Michael Obiku et Jozsef Kiprich font partie des joueurs emblématiques de cette période, dont le jeu physique et passionné est la marque de fabrique. Ronald Koeman rejoint le club lors de l'été 1995 pour y jouer sa dernière saison en tant que joueur et van Hanegem quitte finalement le club, au grand désarroi des supporteurs, après une défaite 3 à 0 face au PSV Eindhoven en octobre 1995 reflet d'un mauvais début de saison 1995-1996. Feyenoord réalise tout de même une bonne campagne européenne au cours de cette saison et continue à jouer les premiers plans en championnat mais ne stoppe pas l’hégémonie de l'Ajax, bien qu'en 1995, Feyenoord ait été la seule équipe à les battre, lors de la victoire en coupe 2 à 1 après prolongations, grâce à un but d'Obiku,.
En 1997, Feyenoord finit second derrière le PSV Eindhoven et connait une saison 1997-1998 décevante en championnat finissant quatrième pour la première saison en poste de Leo Beenhakker. C'est lors de cette saison que Feyenoord bat la Juventus Turin en Ligue des champions 2 à 0, dans un match aujourd'hui considéré comme l'un des plus beaux de l'histoire du club,. Pour la saison 1998-1999, l'équipe menée par Beenhakker remporte le championnat avec 15 points d'avance sur Willem II. Julio Cruz est le meilleur buteur du club en championnat avec 15 buts et Jon Dahl Tomasson le meilleur buteur sur l'ensemble de la saison avec 16 buts. À l'issue de la saison 1999-2000 où Feyenoord finit troisième, Beenhakker donne sa démission ne se sentant plus d'entraîner l'équipe. Bert van Marwijk le remplace et l'équipe réalise une bonne première saison sous ses ordres, finissant lors de la saison 2000-2001. La saison 2001-2002 débute avec le départ de Jerzy Dudek pour Liverpool FC et l'arrivée de Pierre van Hooijdonk accompagné de Shinji Ono. L'équipe menée par ces deux derniers et d'autres joueurs clés comme Kees van Wonderen, Christian Gyan, Paul Bosvelt, et Robin van Persie remporte, lors d'une finale disputée à De Kuip, la Coupe de l'UEFA face au Borussia Dortmund avec un doublé de van Hooijdonk et un but de Tomasson. L'équipe concentrée sur la coupe d'Europe délaisse le championnat où elle finit troisième.

### Les années noires (2003-2010)
La saison suivante voit Feyenoord réaliser une très bonne fin de championnat mais échouer à quelques points du titre et perdre 4 à 1 face au FC Utrecht en finale de la coupe, la saison prenant fin avec le départ de van Hooijdonk. Van Marwijk quitte le club au terme de la saison 2003-2004 qui est également la première saison au club de Dirk Kuyt, venu à l'été 2003 en provenance du FC Utrecht. Il est annoncé dès le début de 2004 que Ruud Gullit sera l'entraîneur pour la saison 2004-2005. Au cours de cette saison Feyenoord est décevant et ne développe pas un jeu similaire aux dernières années, malgré les 49 buts marqués en championnat par le duo d'attaque composé de Dirk Kuyt et Salomon Kalou, surnommé le K2. Les supporteurs se plaignent très tôt dans la saison au sujet de Gullit qui quitte le club en fin de saison, remplacé par Erwin Koeman. La première partie de la saison 2005-2006 est bonne et Feyenoord arrive pour la première depuis la saison 2000-2001 à battre deux fois l'Ajax dans la saison. L'équipe perd du terrain sur le PSV Eindhoven en deuxième partie de saison, malgré le retour de Van Hooijdonk au mercato hivernal. La saison se finit par deux défaites face à l'Ajax en play-off pour la Ligue des champions, accompagnées des départs de Kuyt et Kalou.

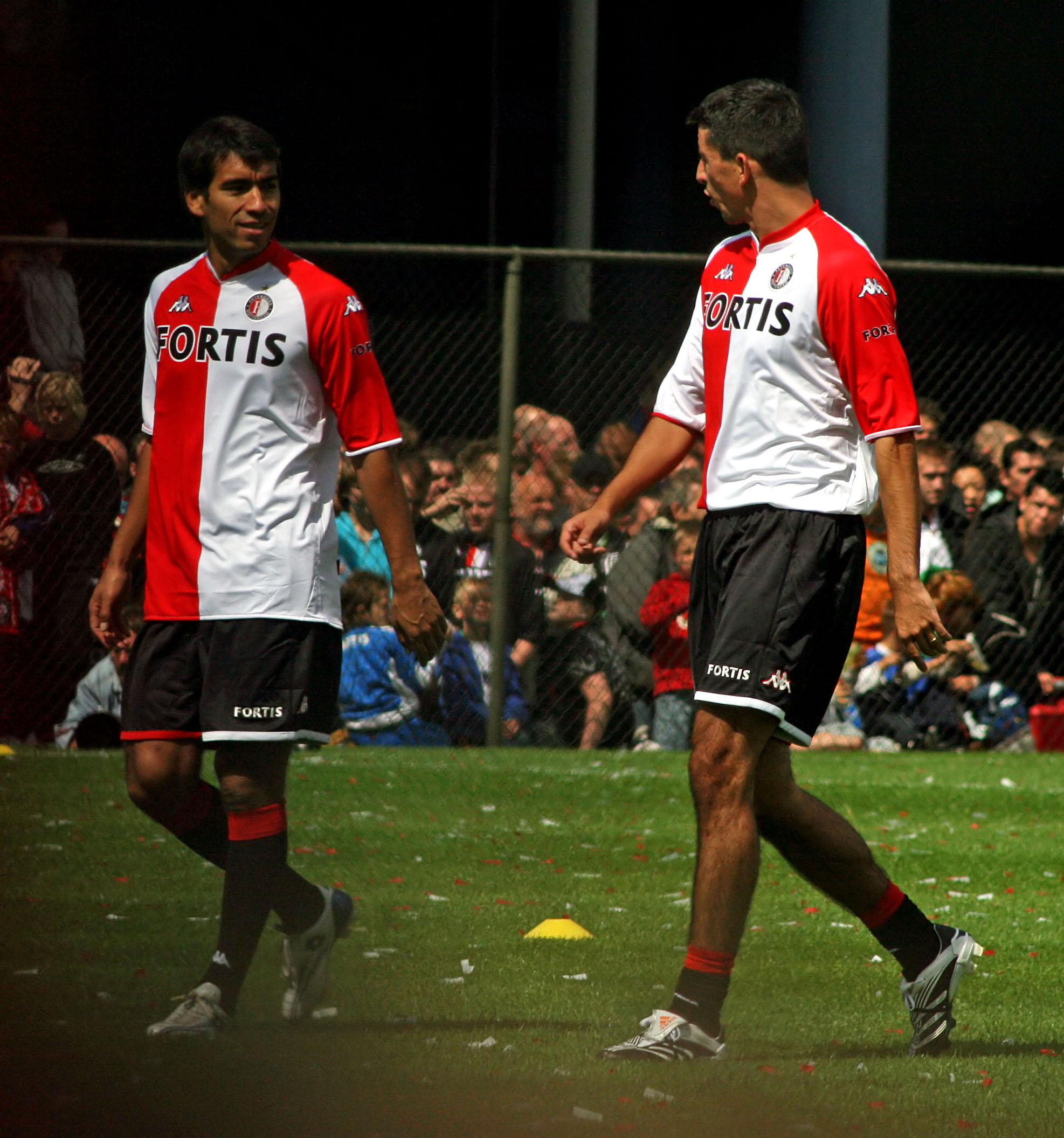
Giovanni van Bronckhorst et Roy Makaay en 2008.

La direction met du temps à trouver un remplaçant à Kuyt et signe Ángelos Charistéas en provenance de l'Ajax lors du dernier jour du mercato estival, ce qui déclenche la colère des supporteurs qui organisent des actions de protestations envers la direction les jours suivent. Le club mis sous tutelle par la KNVB depuis le début de saison réalise une très mauvaise saison 2006-2007, finissant septième, son pire classement depuis 1991. Erwin Koeman essuie avec la direction du club de nombreuses critiques et Van den Herik est contraint de quitter la direction du club en cours de saison.
La nouvelle direction investit énormément lors de l'été 2007, recrutant Roy Makaay, Kevin Hofland, Michael Mols, Denny Landzaat et signant le retour de Giovanni van Bronckhorst. Bert van Marwijk revient aussi au club et permet à Feyenoord de remporter la coupe en s'imposant 2 à 0 face à Roda JC. Van Marwijk quitte ensuite le club pour devenir sélectionneur des Pays-Bas. Les deux saisons suivantes sont mitigées, Tomasson revient au club mais l'équipe n'arrive plus à se qualifier en coupe d'Europe, ce qui aggrave la situation financière du club. Feyenoord perd en 2010 en finale de la coupe face à l'Ajax qui est jouée sur deux matchs pour des raisons de sécurité. Le début de saison 2010-2011 est catastrophique et Feyenoord semble contraint de jouer la lutte contre la relégation. Le 23 octobre 2010, l'équipe perd contre le PSV Eindhoven 10 à 0, la plus grosse défaite de l'histoire de Feyenoord en championnat. Mario Been n'est néanmoins pas licencié après ce revers. Quelques mois plus tard, Beenhakker qui était direction sportif depuis 2009, quitte le club. Avec une équipe assez jeune et des joueurs du centre de formation, Feyenoord arrive finalement à se maintenir et à battre le PSV Eindhoven 3 à 1 à domicile en championnat.

### Retour en force (2011-2016)
Martin van Geel succède à Beenhakker au poste de directeur sportif en février 2011 et entame une nouvelle politique sportive pour la saison 2011-2012. Risquant d'être sanctionné par la KNVB pour sa mauvaise gestion financière, le club décide de ne plus acheter de nouveaux joueurs et de s'organiser autour des jeunes de son centre de formation ainsi que de joueurs libres. Peu de temps avant le début de saison, Mario Been est désapprouvé par les joueurs et doit quitter le club. Il est remplacé par Ronald Koeman qui mène l'équipe à une deuxième place inattendue avec des joueurs du centre de formation comme Erwin Mulder, Stefan de Vrij, Bruno Martins Indi, Jordy Clasie, Kelvin Leerdam et Jerson Cabral. Encadrés par Ron Vlaar, Otman Bakkal, Karim El Ahmadi et John Guidetti, qui marque 20 buts. Les saisons suivantes sous les ordres de Ronald Koeman permettent au club grâce à ses bons résultats sportifs de se sortir de la catégorie des clubs à risque financier de la KNVB et de se qualifier chaque année en coupe d'Europe, tout en échouant néanmoins chaque saison au tour préliminaire. L'équipe développe un jeu très offensif où Guidetti puis Graziano Pellè sont les principales figures de proue.
Ronald Koeman quitte le club pour Southampton FC en 2014 et le club nomme Fred Rutten pour le succéder. La saison 2014-2015 commence moyennement avant que l'équipe ne commence à enchaîner les bons résultats à la mi-automne aussi bien en championnat qu'en Europe, se qualifiant pour les seizièmes de finale de la Ligue Europa. Feyenoord finit mal sa saison, ratant la qualification direct pour l'Europe, ce qui vaut à Rutten d'être remplacé par son assistant, Giovanni van Bronckhorst. L'équipe échoue dans les play-off pour l'Europe ce qui laisse un goût amer aux supporteurs. Feyenoord commence bien sa saison 2015-2016, jouant les premiers rôles et se plaçant dans la lutte pour le titre avant de connaître une série unique de sept défaites consécutives, poussant les supporteurs à demander le départ de la direction qu'ils jugent responsables des mauvaises performances, Feyenoord achetant à nouveau dans des joueurs depuis l'assainissement économique du club, jugés pas assez bons par les supporteurs. Le club demande ensuite à Dick Advocaat de superviser Van Bronckhorst. L'équipe clôture alors bien sa saison, terminant troisième en championnat et finissant vainqueur de la coupe face au FC Utrecht.

### À nouveau champion (depuis 2017)

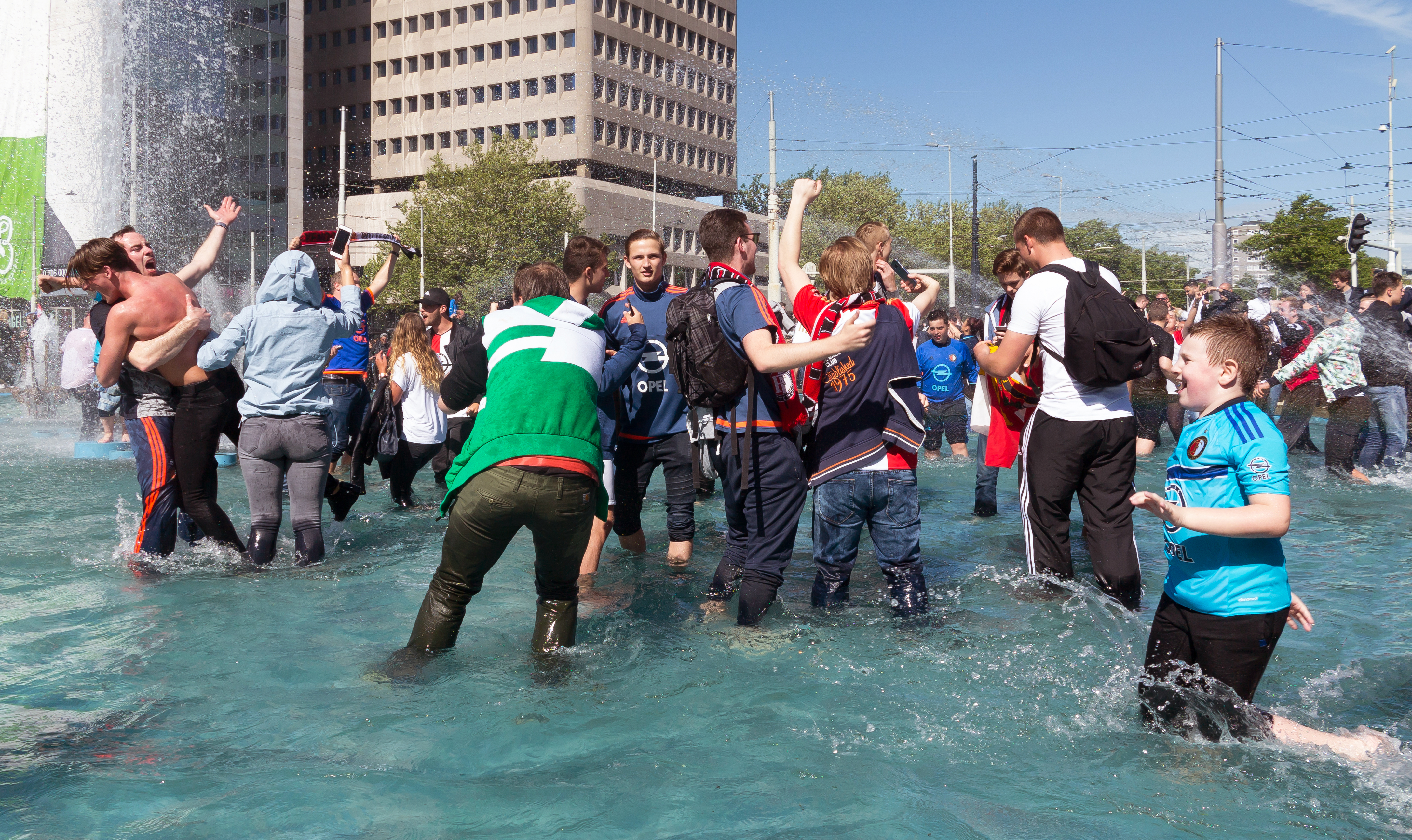
Supporters fêtant le titre de 2017 dans la Hofpleinfontein à côté de Coolsingel.

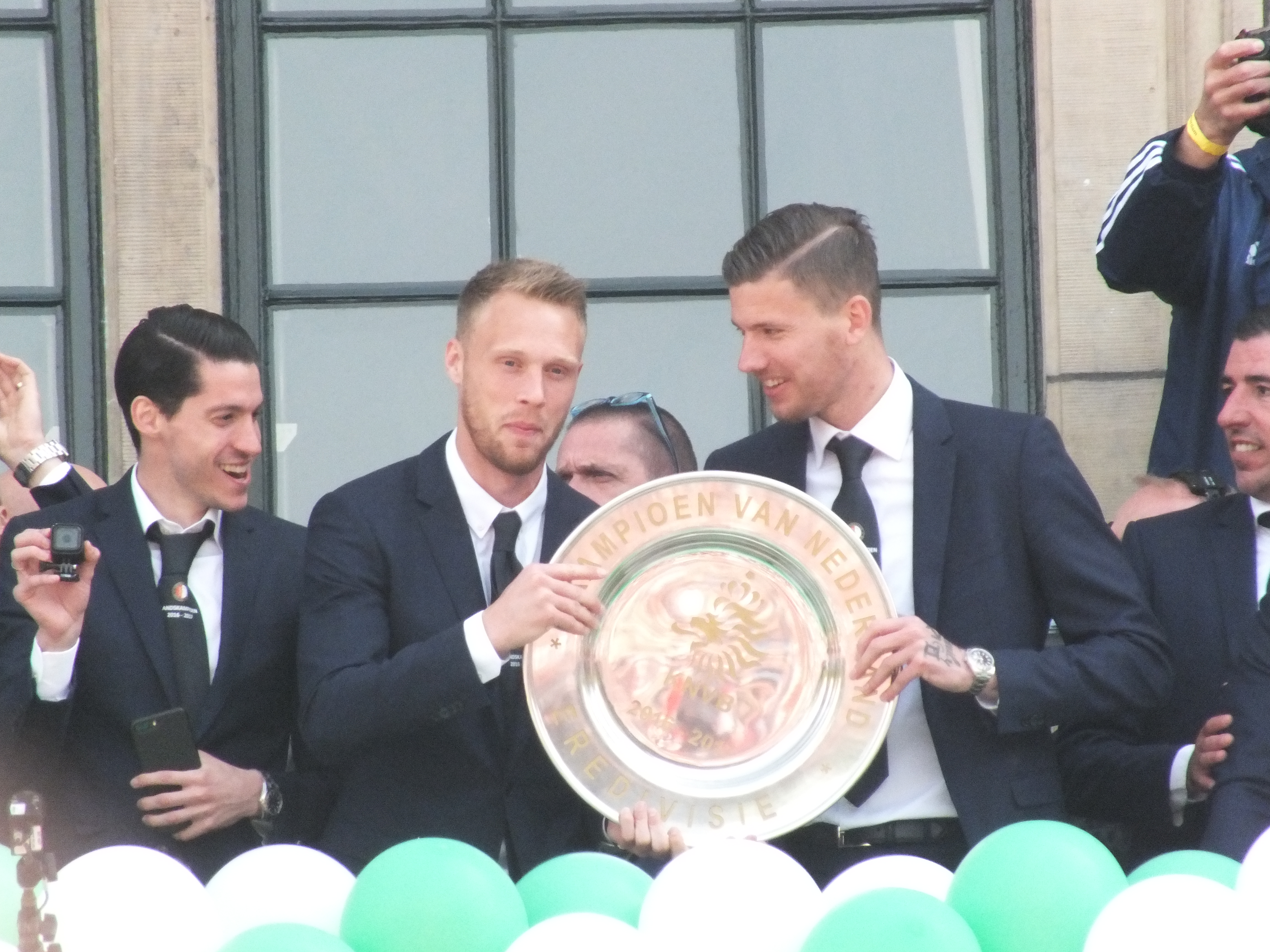
Jørgensen et Kramer avec le trophée de champion sur le balcon de la mairie de Rotterdam.

Feyenoord commence la saison 2016-2017 en remportant ses neuf premiers matchs, une série déjà réalisée auparavant en 1993-1994. En tête tout au long de la saison, l'équipe défait le PSV grâce à un but accordé par la goal-line technology en février, avant de perdre en avril un match important face à l'Ajax afin de sécuriser son avance sur ces derniers et le PSV Eindhoven. Feyenoord peut être sacré champion lors du derby de l'avant-dernière journée au Woudestein face à Excelsior. Le match est notamment suivi sur des écrans géants à De Kuip. Après la défaite plutôt inattendue (3 à 0), des incidents avec la police ont lieu en centre-ville après le match. Feyenoord remporte finalement le championnat lors de la dernière journée de championnat face à Heracles Almelo lors d'une victoire 3 à 1. Dirk Kuyt, capitaine et joueur phare de la saison, marque un triplé lors de ce match. Premier titre depuis dix-huit ans, 150 000 supporters se retrouvent sur le Coolsingel pour célébrer le titre avec les joueurs le lendemain.
La saison suivante voit Feyenoord réaliser l'un des pires débuts de saison pour un club champion en titre, une performance que seuls le Sparta et AZ avaient déjà réalisé. Les mauvais résultats attisent la colère des supporters à propos du projet de nouveau stade, ce qui se manifeste par de nombreuses banderoles de protestation lors des différents matchs du club au cours de la saison. Finalement, Feyenoord finit quatrième et remporte à nouveau la coupe, sécurisant ainsi une place qualificative en Ligue Europa. La saison suivante débute par une victoire lors du Johan Cruijff Schaal à Eindhoven face au PSV. L'équipe remporte une victoire historique 6-2 face à l'Ajax en janvier 2019, avant d'être éliminé par ces derniers en demi-finale de la coupe un mois plus tard.
La première moitié de la saison 2019-2020 est compliquée et le travail du nouvel entraîneur Jaap Stam est critiqué. Finalement le 28 octobre 2019, après une défaite lors du Klassieker, Stam quitte Feyenoord. Il est alors remplacé par Dick Advocaat qui qualifie Feyenoord pour la finale de la coupe et enchaîne 14 matchs consécutifs sans défaites, faisant passer Feyenoord de la 12e place lors de sa nomination, à un candidat au titre avant l'arrêt de la saison en raison de la pandémie de Covid-19.
A l'issue de la saison 2022-2023, Feyenoord remporte son 16e titre de champion national.
Le 29 Janvier 2025 lors de la dernière journée de Ligue des champions Feyenoord subit sa pire défaite en coupe d'europe contre le LOSC 6-1.

## Bilan sportif

### Palmarès
Le tableau suivant liste le palmarès du Feyenoord Rotterdam dans les différentes compétitions officielles aux niveaux national, international et régional. Avec 16 titres de champion des Pays-Bas, Feyenoord est le troisième club le plus titré du pays.
Sur le plan européen, lorsqu'il remporte la Coupe des clubs champions européens en 1970, Feyenoord est le premier club néerlandais à remporter une coupe organisée par l'UEFA. Il est également le premier club néerlandais à remporter la Coupe UEFA en 1974. À l'issue de cette saison, Feyenoord est alors 3e au coefficient UEFA, calculé d'après les dernières performances en compétitions européennes.
| Compétitions nationales | Compétitions internationales |
| --- | --- |
| - Championnat des Pays-Bas (16) : - Champion : 1924, 1928, 1936, 1938, 1940, 1961, 1962, 1965, 1969, 1971, 1974, 1984, 1993, 1999, 2017 et 2023 - Vice-champion : 1931, 1932, 1933, 1937, 1943, 1960, 1966, 1967, 1968, 1970, 1972, 1973, 1975, 1976, 1979, 1983, 1994, 1997, 2001, 2012, 2014 et 2024 - Coupe des Pays-Bas (14) : - Vainqueur : 1930, 1935, 1965, 1969, 1980, 1984, 1991, 1992, 1994, 1995, 2008, 2016, 2018 et 2024 - Finaliste : 1934, 1957, 2003 et 2010 - Supercoupe des Pays-Bas (5) : - Vainqueur : 1991, 1999, 2017, 2018 et 2024 - Finaliste : 1992, 1993, 1994, 1995, 2008, 2016 et 2023 | - Coupe intercontinentale (1) : - Vainqueur : 1970 - Coupe d'Europe des Clubs Champions (1) : - Vainqueur : 1970 - Coupe de l'UEFA (2) : - Vainqueur : 1974 et 2002 - Ligue Europa Conférence : - Finaliste : 2022 - Coupe Intertoto (3) : - Vainqueur de groupe : 1967, 1968 et 1973 - Supercoupe d'Europe : - Finaliste : 2002 - International Football Cup : - Finaliste : 1962 - Coupe d'Europe des Vainqueurs de Coupe : - Meilleure performance : Demi-finaliste en 1981, 1992 et 1996 |

### Bilan européen
| Compétition                | Titres | P  | M   | V   | N  | D   | BP  | BC  | Diff. |
| -------------------------- | ------ | -- | --- | --- | -- | --- | --- | --- | ----- |
| Ligue des champions (C1)   | 1      | 19 | 107 | 41  | 25 | 41  | 177 | 152 | +25   |
| Coupe des coupes (C2)      | -      | 5  | 36  | 18  | 10 | 8   | 56  | 34  | +22   |
| Ligue Europa (C3)          | 2      | 30 | 155 | 63  | 39 | 53  | 237 | 200 | +37   |
| Ligue Conférence (C4)      | -      | 1  | 20  | 13  | 5  | 2   | 49  | 21  | +28   |
| Supercoupe de l'UEFA       | -      | 1  | 1   | 0   | 0  | 1   | 1   | 3   | -2    |
| Coupe intercontinentale    | 1      | 1  | 2   | 1   | 1  | 0   | 3   | 2   | +1    |
| Coupe des villes de foires | -      | 1  | 2   | 1   | 0  | 1   | 2   | 4   | -2    |
| Total                      | 4      | 59 | 322 | 137 | 79 | 106 | 525 | 416 | +109  |

### Trophées régionaux et amicaux
Feyenoord remporte plusieurs trophées régionaux lors de l'ère amateur aux Pays-Bas qui précède l'ère Eredivisie, ainsi que différents tournois amicaux de pré-saison par la suite.
Le premier trophée remporté dans l'histoire de Feyenoord est la Concordiaan Beker, un tournoi de pré-saison organisé par De Concordiaan. Le trophée est définitivement gardé par Feyenoord en 1915 à la suite de la seconde victoire de l'équipe dans la compétition. Feyenoord organise ensuite la Gouden Industriebeker qui est aussi remportée définitivement par le club à la suite de deux succès. Cette dernière est longtemps une grande fierté pour le club
.
Feyenoord remporte ensuite la Zilveren Bal à plusieurs reprises. Il s'agit d'une compétition de pré-saison organisée à Rotterdam et considérée comme l'un des trophées majeurs de l'époque. Après sa cinquième victoire en 1937, le club obtient le droit de conserver définitivement la troisième version du trophée.
| Compétitions régionales | Tournois amicaux |
| --- | --- |
| - Champion de district (13) : 1924, 1926, 1927, 1928, 1929, 1931, 1932, 1933, 1936, 1937, 1938, 1940 et 1943 - Zilveren Bal (9) : - Vainqueur : 1926, 1928, 1930, 1933, 1937, 1939, 1942, 1948 et 2011 - Finaliste : 1924, 1927, 1931 et 1932 - Concordiaan Beker (2) : - Vainqueur : 1912, 1915 - Gouden Industriebeker (2) : - Vainqueur : 1921, 1922 - Bevrijdingsbeker (1) : - Vainqueur : 1945 | - Tournoi AD de Rotterdam (7) : - Vainqueur : 1978, 1979, 1982, 1984, 1988, 1989 et 1990 - Tournoi de Paris (1) : - Vainqueur : 1973 - Trophée Colombino (1) : - Vainqueur : 1974 - Tournoi d'Amsterdam (1) : - Vainqueur : 1983 - Trophée de la ville de Bilbao (2) : - Vainqueur : 1974 et 1976 - Tournoi de Casablanca (1) : - Vainqueur : 1996 - Gazi Cup (1) : - Vainqueur : 2000 - Tournoi de Maspalomas (3) : - Vainqueur : 2001, 2002 et 2003 - Kappa Cup (1) : - Vainqueur : 2004 - Europe-America Tournament (1) : - Vainqueur : 2005 |

## Personnalités historiques du club

### Présidents

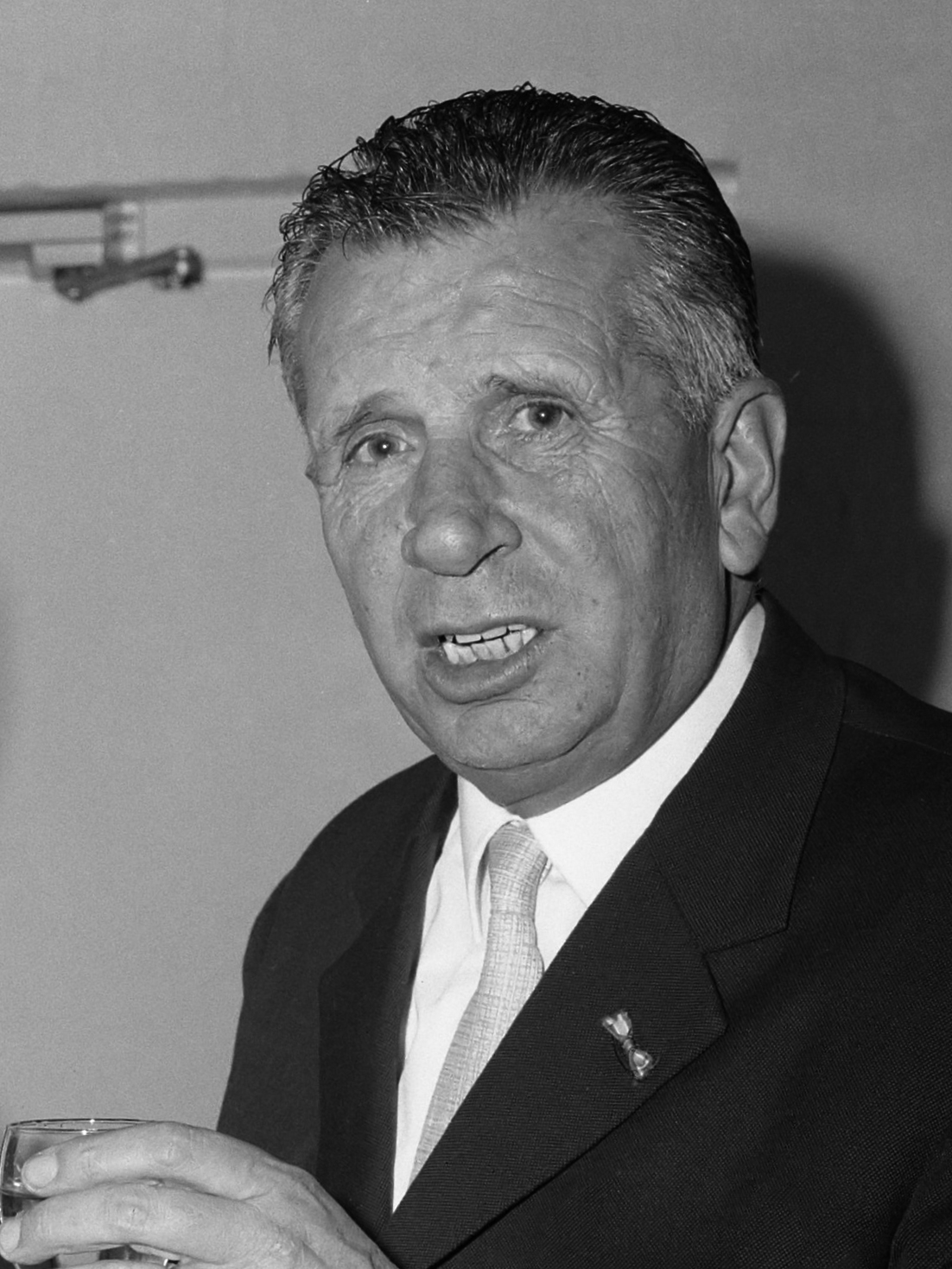
Cor Kieboom est un des présidents emblématiques de Feyenoord.

Le premier président du club est Gerard van Leerdam qui était l'investigateur de la fondation du club, et joueur de la première équipe au poste de milieu droit. Il est remplacé en 1911 par Leen van Zandvliet qui est à la tête de Feyenoord lors de deux périodes distinctes (1911-1918 et 1925-1939). C'est sous ses mandats que les deux stades du club sont construits. D'abord le Kromme Zandweg en 1917, puis le Stade Feijenoord dont il est le principale investigateur, ayant vu le projet du stade dans un rêve selon la légende.
Ensuite c'est Cor Kieboom qui prend la relève. Il est le président étant resté le plus longtemps en poste, passant 28 ans à la tête du club entre 1940 et 1967. Président très populaire auprès des supporters, c'est sous sa présidence que Feyenoord devient professionnel en 1954, à la suite de l'autorisation du professionnalisme par la KNVB. Une professionnalisation qui été possible notamment grâce à l'important lobbying de Kieboom. Après son départ pour raison de santé en 1967, il est nommé président d'honneur.
Gerard Kerkum est président de 1982 à 1989, mais avant de devenir président il a été joueur à Feyenoord pendant 14 saisons, entre 1951 et 1965, jouant 362 matchs et glanant une sélection internationale.
Quelques années après, Jorien van den Herik prend la relève en 1992. Van den Herik est très connu pour avoir investi son argent personnel et sauvé le club de la faillite à la suite de la déflexion de HCS, sponsor maillot du club, en 1991. Il est fréquemment appelé GKL par les supporters, initiales de Grote Kale Leider (« Grand Leader Chauve »). Il quitte le club au cours de la saison 2006-2007 et Kerkum devient président du club une seconde fois, par intérim, et jusqu'à la fin de saison.
Depuis le départ de Jorien van den Herik en 2007, il n'y a plus de président à proprement parler à Feyenoord. En effet, Feyenoord est devenu en 2004 une naamloze vennootschap et est depuis supervisé par un comité représenté par un président-commissaire. Ce dernier est plus effacé, et c'est le directeur général qui occupe généralement les devants médiatiques.

### Entraîneurs
Le premier entraîneur de l'histoire de Feyenoord est nommé en 1921 en la personne de Bill Julian, un ancien joueur anglais reconverti en entraîneur aux Pays-Bas depuis les années 1910, à l’instar de son père. Il commence à superviser l'équipe chaque samedi dès l’été 1920, alors qu'il est encore entraîneur à HBS, un club de La Haye ayant de bonnes relations avec Feyenoord. Il est nommé entraîneur à plein temps à partir du 1er mai 1921. À cette époque les entraînements ne sont pas encore structurés et il instaure des ateliers pour travailler la tactique et la technicité des joueurs. Il quitte le club à la rentrée 1922 notamment pour des raisons financières, son travail est néanmoins salué à cette occasion par le bulletin du club qui précise qu’ils « ont récolté les fruits de ses entraînements » et « de sa connaissance pratique du football ».

Schéma explicatif du Slingerback-systeem de Dombi.

Julian est le premier des entraîneurs anglais qui se succèdent à la tête du club par la suite jusqu’à l'arrivée au club du premier des entraîneurs autrichiens de Feyenoord, Richard Dombi. Ce dernier est nommé en 1935, sur un conseil du président de la KNVB Karel Lotsy, avec pour mission d'insuffler un nouvel esprit au jeu de Feyenoord et est rapidement surnommé De Hoongaarse wonderdokter (« L'Incroyable docteur hongrois ») en raison de ses qualités de physiothérapeute.
Considéré comme en avance sur son temps, il est parfois désigné comme celui qui « a appris à Feyenoord à jouer au football ». Pour pallier entre autres la lenteur du demi Puck van Heel, il met sur pieds un système de jeu baptisé le Slingerback-systeem qui, magnifié par les qualités techniques des joueurs présents dans l'effectif, permet à Feyenoord d’enchaîner les succès. Apparenté aux tactiques en usage en Autriche ou en Hongrie à cette époque, le système repose sur un slingerback (« arrière-pendule ») qui reste en retrait pour apporter son soutien de part et d'autre du terrain quand nécessaire. Un rôle occupé l'essentiel du temps par l'avant-cente reconverti défenseur, Pleun de Groot. Ce système de jeu restera en usage à Feyenoord même après le départ de Van Heel et de Dombi. Dombi sera à nouveau entraîneur du club dans les années 1950.
C’est sous Adriaan Koonings, nommé en 1946, que l’équipe première délaisse le 2-3-5, assorti du Slingerback-systeem, pour tenter de s’essayer au Stopperspil-systeem. Ce système de jeu à trois défenseurs, correspondant au WM de Chapman, est alors fortement décrié et sujet à polémique aux Pays-Bas. En adoptant ce système de jeu Koonings est un précurseur car seuls KFC et le SC Enschede l’ont déjà adopté. Des mauvais résultats lors des premières tentatives d’application de ce système de jeu le pousse à y renoncer un temps, sous la pression de la commission technique de Feyenoord.

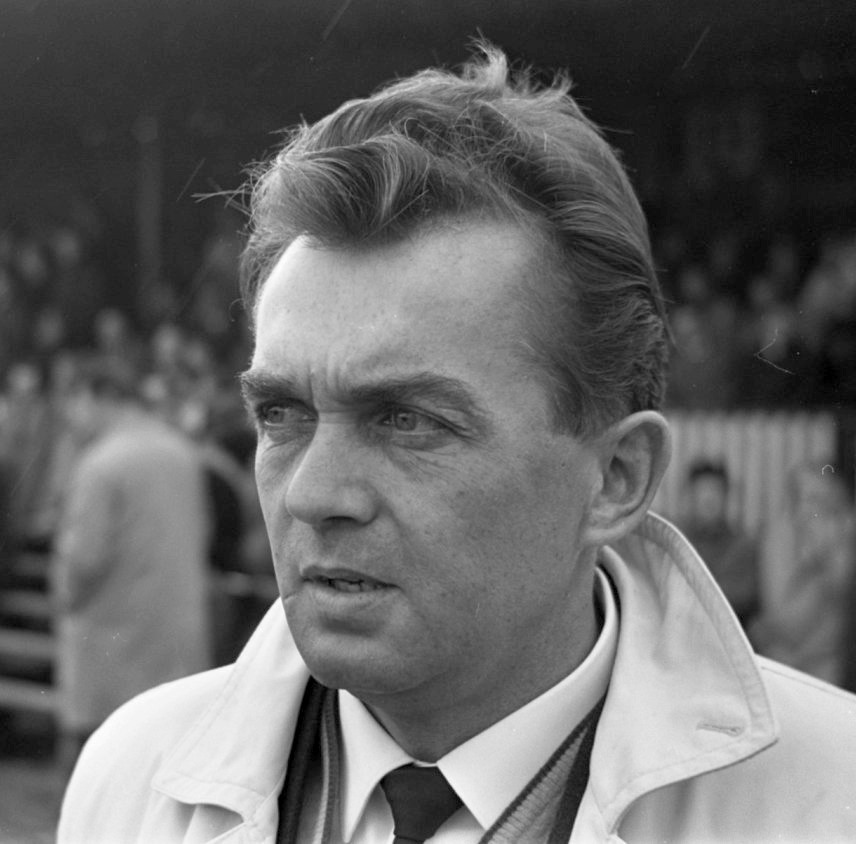
Ernst Happel, artisan de la victoire en coupe d'Europe en 1970.

Dans les années 1960 Feyenoord change régulièrement d'entraîneur et échoue à faire venir Max Merkel. En 1969, le troisième entraîneur autrichien du club après Dombi et Fuchs est nommé. Il s'agit de Ernst Happel qui pose les bases d'un football offensif, sans doute inspiré de la Wunderteam de Hugo Meisl, reposant sur un 4-3-3 innovateur qui a notamment inspiré Rinus Michels pour parfaire le football total. C'est sous ses ordres que Feyenoord remporte la Coupe des Clubs Champions en 1970 ainsi que la Coupe Intercontinentale la même année. Très apprécié pour avoir été à la tête de l’équipe ayant remporté les trophées les plus importants de l’histoire du club, il l’est aussi pour son caractère et une phrase prononcée, mêlant allemand et néerlandais : « Kein geloel, fussball spielen ! » (« Assez des conneries, jouez au football ! »).
Plusieurs anciens joueurs du club ont également porté le costume d'entraîneur, les trois premiers se succèdent dans les années 1940 pendant, et au sortir, de la Seconde Guerre mondiale : Kees van Dijke, Kees Pijl et Adriaan Koonings. Si Willem van Hanegem est considéré comme l'un des meilleurs entraîneurs que le club ait eu, d'autres ont été considérés comme des entraîneurs très moyens à l'instar de Rinus Israël, Ruud Gullit ou Mario Been. Ronald Koeman, quant à lui, place à nouveau Feyenoord dans le haut du classement entre 2011 et 2014. Lors de sa dernière saison en poste, il fait jouer l’équipe dans un 3-4-1-2 qui inspire Louis van Gaal. Ce dernier ayant observé ce schéma tactique en œuvre lors de la victoire 2 à 0 de Feyenoord face au PSV en mars 2014, opte pour cette tactique pour les Pays-Bas lors de la Coupe du monde 2014,. Dans la deuxième moitié des années 2010, Giovanni van Bronckhorst succède à Fred Rutten. S'il connaît des débuts compliqués, enchaînant un record de 7 défaites consécutives en Eredivisie, c'est après avoir reçu les conseils de Dick Advocaat qui est venu superviser ses entraînements, qu'il menera Feyenoord à remporter 5 titres entre 2016 et 2018 (1 titre de champion, 2 coupes et 2 supercoupes).

### Joueurs emblématiques
| Joueurs                | Matchs | Buts | Carrière au club |
| ---------------------- | ------ | ---- | ---------------- |
| Coen Moulijn           | 491    | 88   | 1955-1972        |
| Wim Jansen             | 422    | 34   | 1965-1980        |
| Cor Veldhoen           | 383    | 2    | 1956-1969        |
| Gerard Kerkum          | 362    | 15   | 1949-1965        |
| Eddy Pieters Graafland | 360    | 0    | 1958-1970        |
| Ben Wijnstekers        | 352    | 14   | 1975-1989        |
| Sjaak Troost           | 328    | 5    | 1977-1992        |
| Jan Linssen            | 325    | 92   | 1932-1954        |
| Eddy Treijtel          | 323    | 0    | 1969-1979        |
| Puck van Heel          | 320    | 43   | 1923-1940        |

| Joueurs          | Matchs | Buts | Carrière au club      |
| ---------------- | ------ | ---- | --------------------- |
| Kees Pijl        | 267    | 229  | 1916-1932             |
| Jaap Barendregt  | 238    | 199  | 1925-1937             |
| Cor van der Gijp | 235    | 178  | 1955-1964             |
| Adriaan Koonings | 230    | 130  | 1914-1930             |
| Ove Kindvall     | 144    | 129  | 1966-1971             |
| Henk Schouten    | 198    | 126  | 1955-1963             |
| Manus Vrauwdeunt | 249    | 124  | 1931-1948             |
| Dirk Kuijt       | 197    | 119  | 2003-2006 / 2015-2017 |
| Jan Linssen      | 325    | 92   | 1932-1954             |
| Coen Moulijn     | 491    | 88   | 1955-1972             |

Les joueurs les plus appréciés par les Feyenoorders sont généralement les joueurs reflétant les valeurs du club : loyauté, exigence, engagement. Les supporters ont souvent une affection toute particulière pour les joueurs dont la mentalité et l'humour sont proches de ceux de l'image d'Épinal du Rotterdamer de la classe ouvrière. Ces critères font que les supporters préfèrent généralement les joueurs « atypiques au grand cœur » à un joueur raffiné et technique, qui pourrait être perçu comme arrogant.

#### Années 1910, 1920 et 1930
Les deux premiers joueurs convoqués en équipe nationale sont Gerrit Hulsman et Bertus Bul, respectivement en avril 1922 et juin 1923. Hulsman rejoint Feyenoord après s'être fait connaître à Go Ahead, ce transfert provoque des critiques et éveille des soupçons quant à un non-respect de l'amateurisme.
C'est dans ces années là que débute Puck van Heel, qui devient une des premières vedettes du club, considéré comme joueur « légendaire » de l'avant-guerre. S'il était encensé par les supporteurs pour ses prestations, il restait extrêmement discret. Ce milieu de terrain a aussi la particularité d'avoir été sélectionné pour la première fois chez les Oranjes alors qu'il jouait encore dans l'équipe 2 de Feyenoord. Il est aussi le joueur ayant joué le plus de matchs amicaux pour l'équipe nationale.
Un des coéquipiers de Van Heel, Manus Vrauwdeunt, a quant à lui la particularité d'avoir été le premier joueur pour qui le stade entier a entonné un chant, avec la chanson Haal op, Manus,. Vrauwdeunt est aussi l'un des meilleurs buteurs de l'histoire du club avec 123 buts en 253 matchs.
C'est dans cette période d'entre-guerre que deux autres attaquants, les deux meilleurs buteurs de l'histoire de Feyenoord, foulent les pelouses : Kees Pijl (216 buts) et Jaap Barendregt (196 buts). À cette époque, Adri van Male est titulaire au poste de gardien de but. Il obtient en 221 matchs dans les cages, la réputation d'être un très bon stoppeur de pénalty. Il est nommé meilleur gardien de la Coupe du monde 1938.

#### Années 1940
Au cours de la Seconde Guerre mondiale, en novembre 1944, un jeune joueur de Feyenoord n'ayant jamais joué pour l'équipe première, Koos van den Bosch, est tué lors de la « Razzia de Rotterdam » effectuée par l'occupant allemand. Son maillot est exposé dans une des loges du De Kuip.
De l'avant-guerre, en passant par cette période d'occupation et jusqu'au début des années 1950 et avant l'avènement du professionnalisme à Feyenoord, Jan Linssen est joueur au club. Il est le Feyenoorder cumulant le plus de saisons passées au club, ayant joué 337 matchs en 21 saisons, entre 1934 et 1954.
C'est aussi dans les années 1940, le 4 mai 1944 lors d'un derby face au Sparta Rotterdam, que Bas Paauwe et Gerard Kuppen innovent en tirant un pénalty en deux temps, une première à l'époque,.

Plusieurs grands joueurs du club au temps de l'amateurisme et au début du professionnalisme.
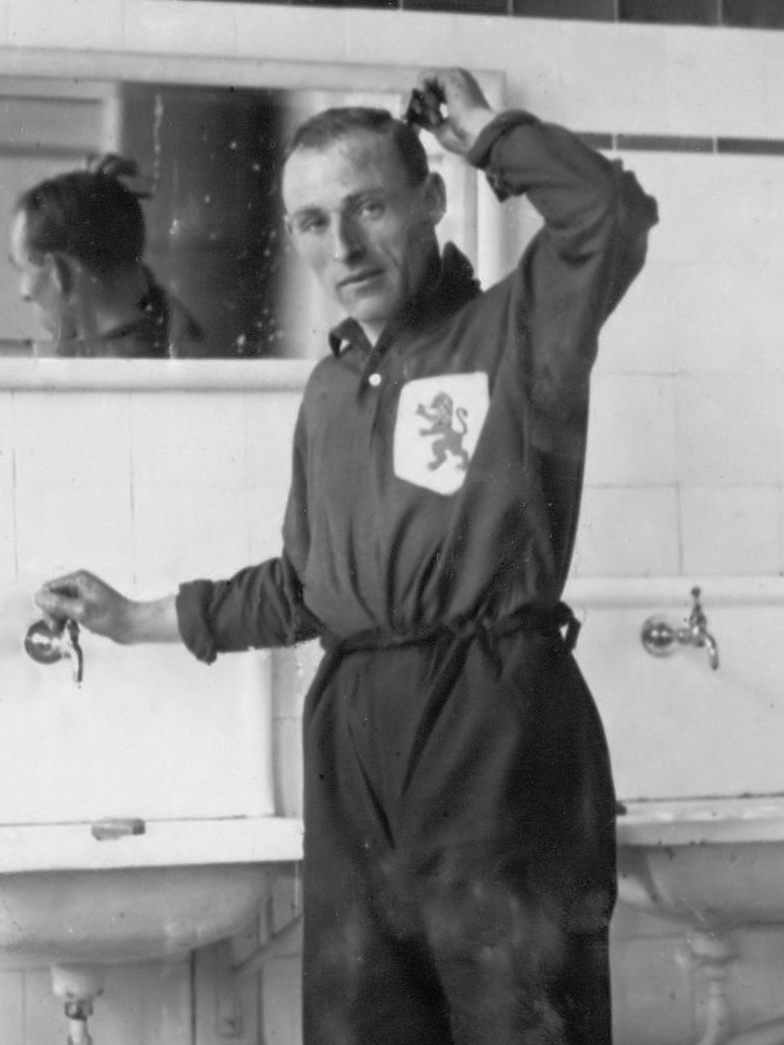
Bertus Bul, 2e international du club.
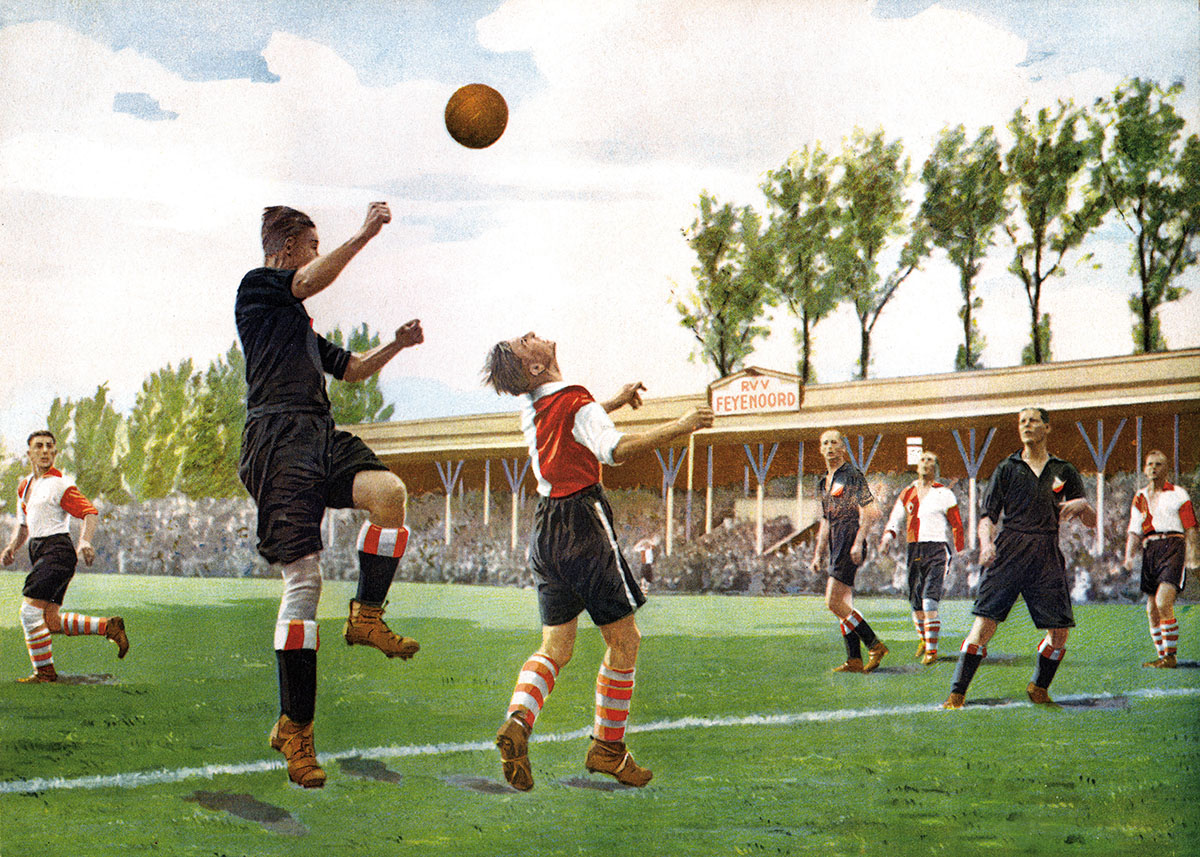
Manus Vrauwdeunt dépassé sur un centre.
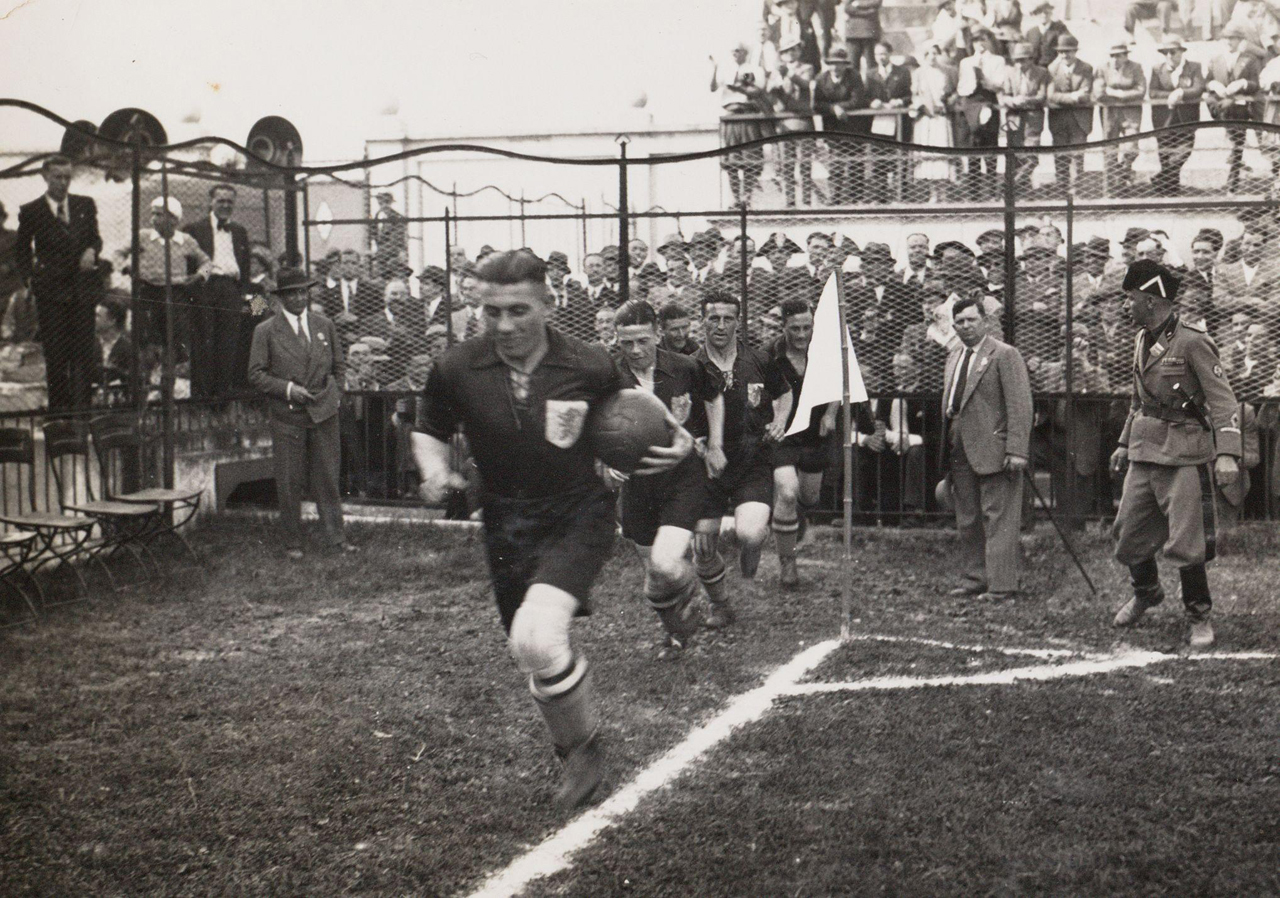
Puck van Heel, capitaine des Pays-Bas lors du Mondial 1934.
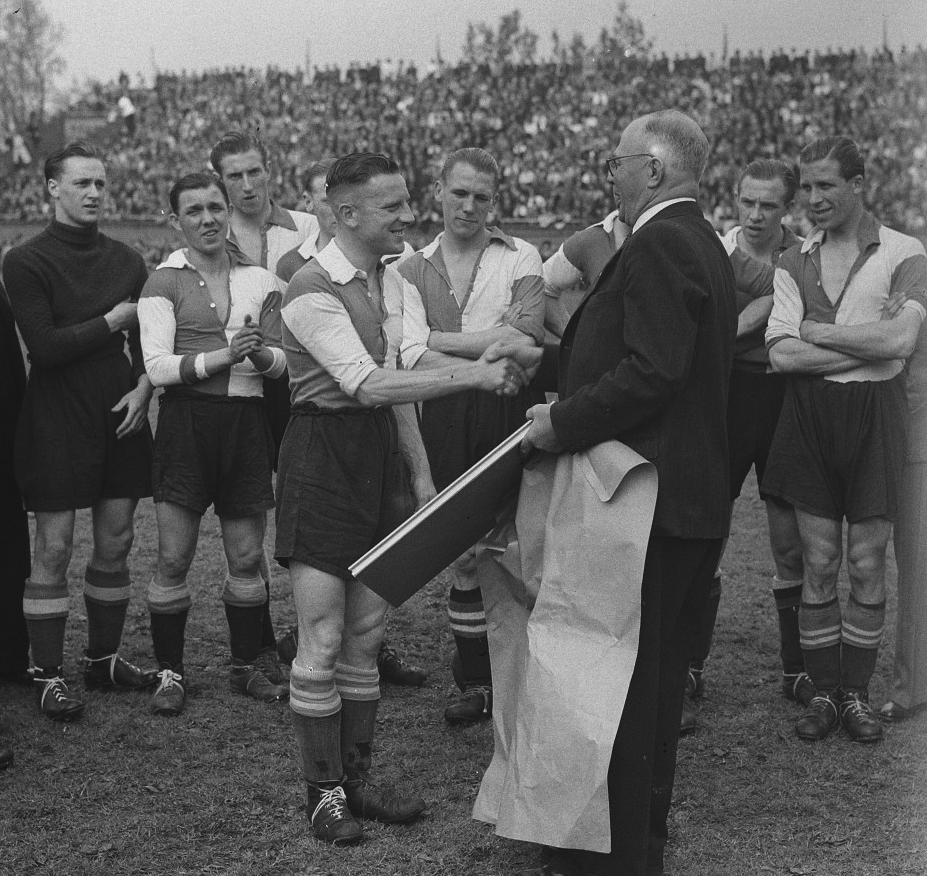
Bas Paauwe lors de son dernier match.
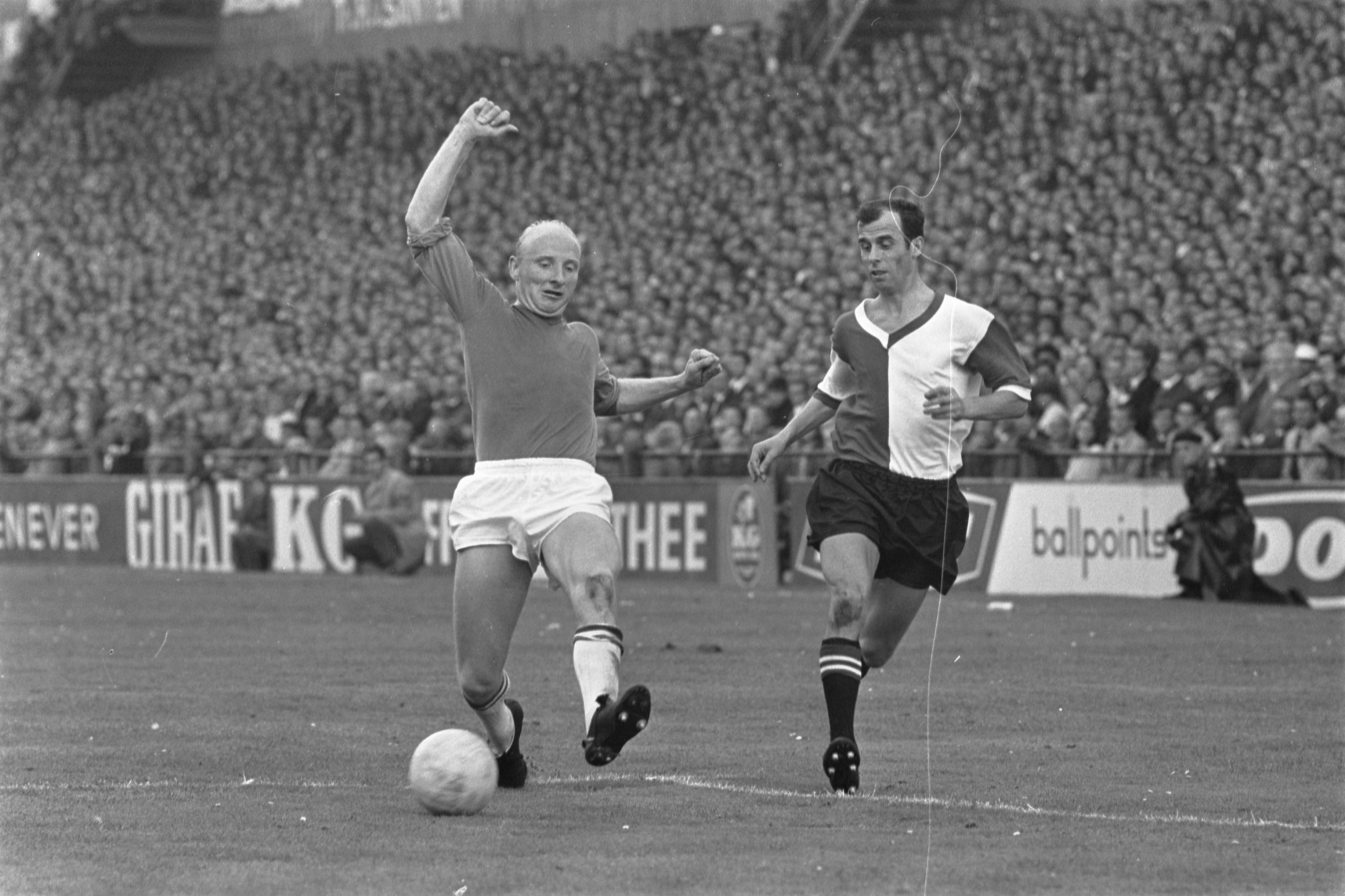
Coen Moulijn dribblant un joueur adverse.
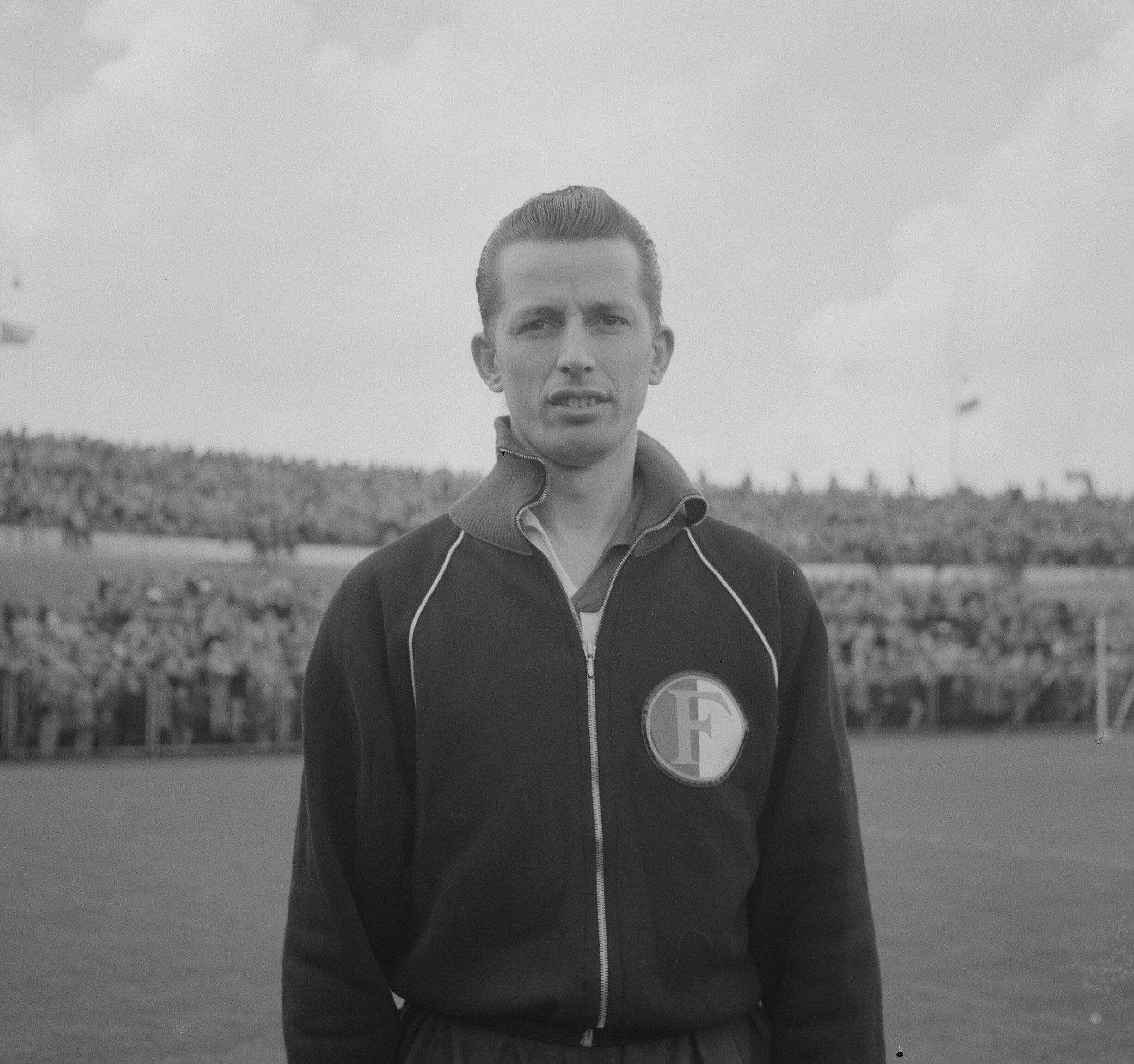
Portrait de Henk Schouten en survêtement du club.

#### Années 1950, 1960 et 1970

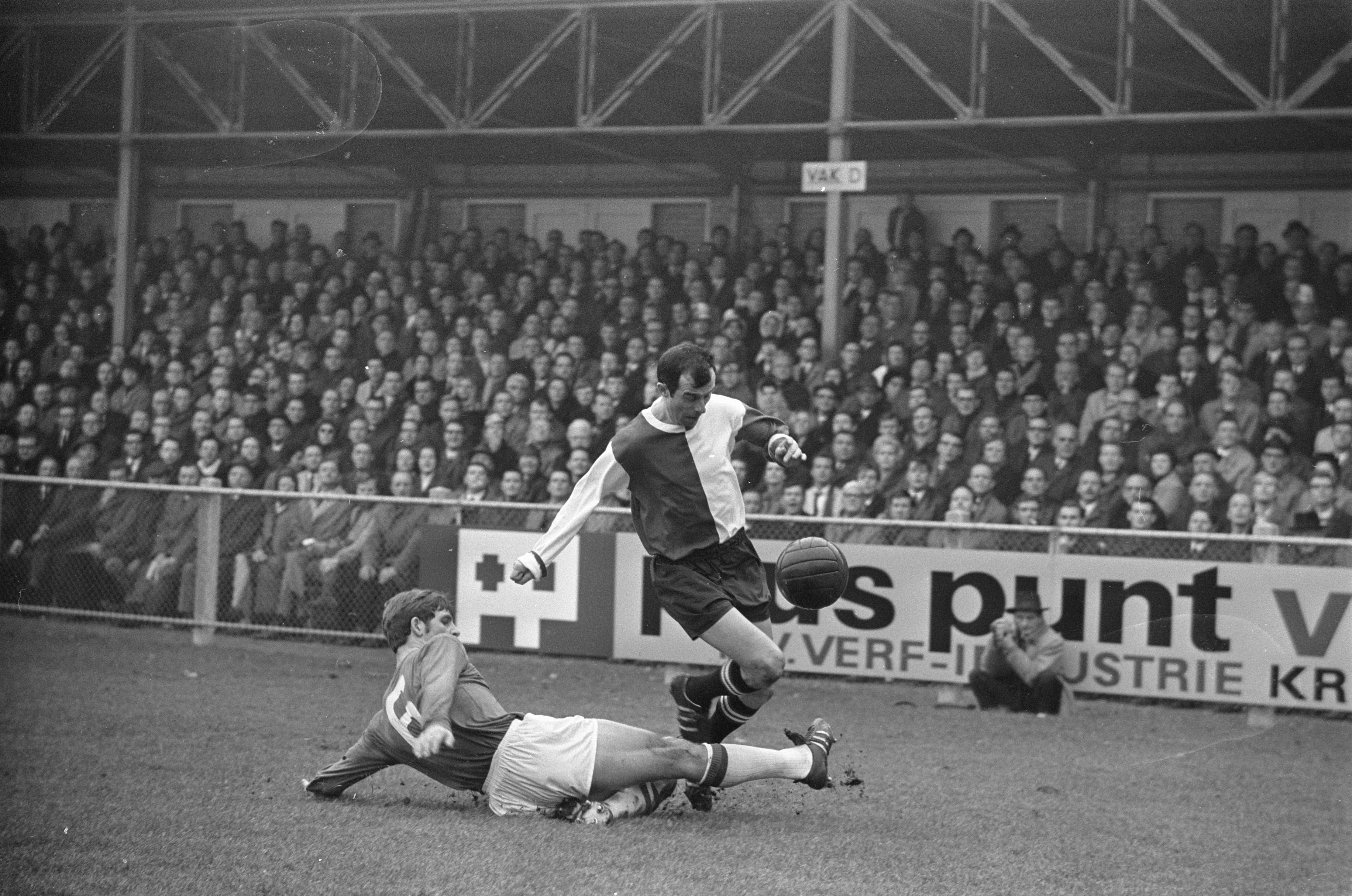
Moulijn face à AZ en 1969.

Feyenoord devient un club professionnel en 1954, et en 1955 Cor van der Gijp signe au club. Il marque 177 buts au cours des neufs saisons passées avec l'équipe première, ce qui fait de lui le meilleur buteur du club dans le football professionnel.
En 1958, un jeune joueur des quartiers nord de la ville qui jouait jusqu'à présent dans le club de Xerxes est recruté. Il s'agit de Coen Moulijn qui devient vite la coqueluche des supporters et une icône de Rotterdam. Réputé pour avoir été l'un des meilleurs ailiers gauche de l'histoire de Feyenoord et de l'équipe nationale, il est le joueur ayant joué le plus de matchs pour Feyenoord avec 487 apparitions. On se réfère souvent à lui en tant que Mister Feyenoord. Une statue a été érigée en son honneur à côté du stade en 2009. Lors de ses obsèques en janvier 2011 des milliers de personnes se massent le long du parcours du corbillard. La mascotte du club s'appelle Coentje en son honneur.
Parmi les coéquipiers de Moulijn qui ont aussi marqué le club, on peut citer : Henk Schouten qui a marqué 125 buts pour le club et qui est également très connu pour en avoir marqué neuf lors du même match en 1956, le dixième étant refusé pour un hors-jeu inexistant ; Willem van Hanegem qui est très populaire parmi les supporteurs, pour ses performances sur le terrain, pour son humour, mais aussi parce qu'il symbolise l'esprit du club. En 2014 une des tribunes de De Kuip a été renommée en son honneur.
En défense, il y a alors Piet Romeijn qui était très populaire pour son mauvais caractère et pour avoir invectivé un arbitre, ou alors Rinus Israël qui est le capitaine du club et impliqué lors des deux buts de la finale de la C1 de 1970. Il est nommé meilleur joueur des Pays-Bas en 1970.

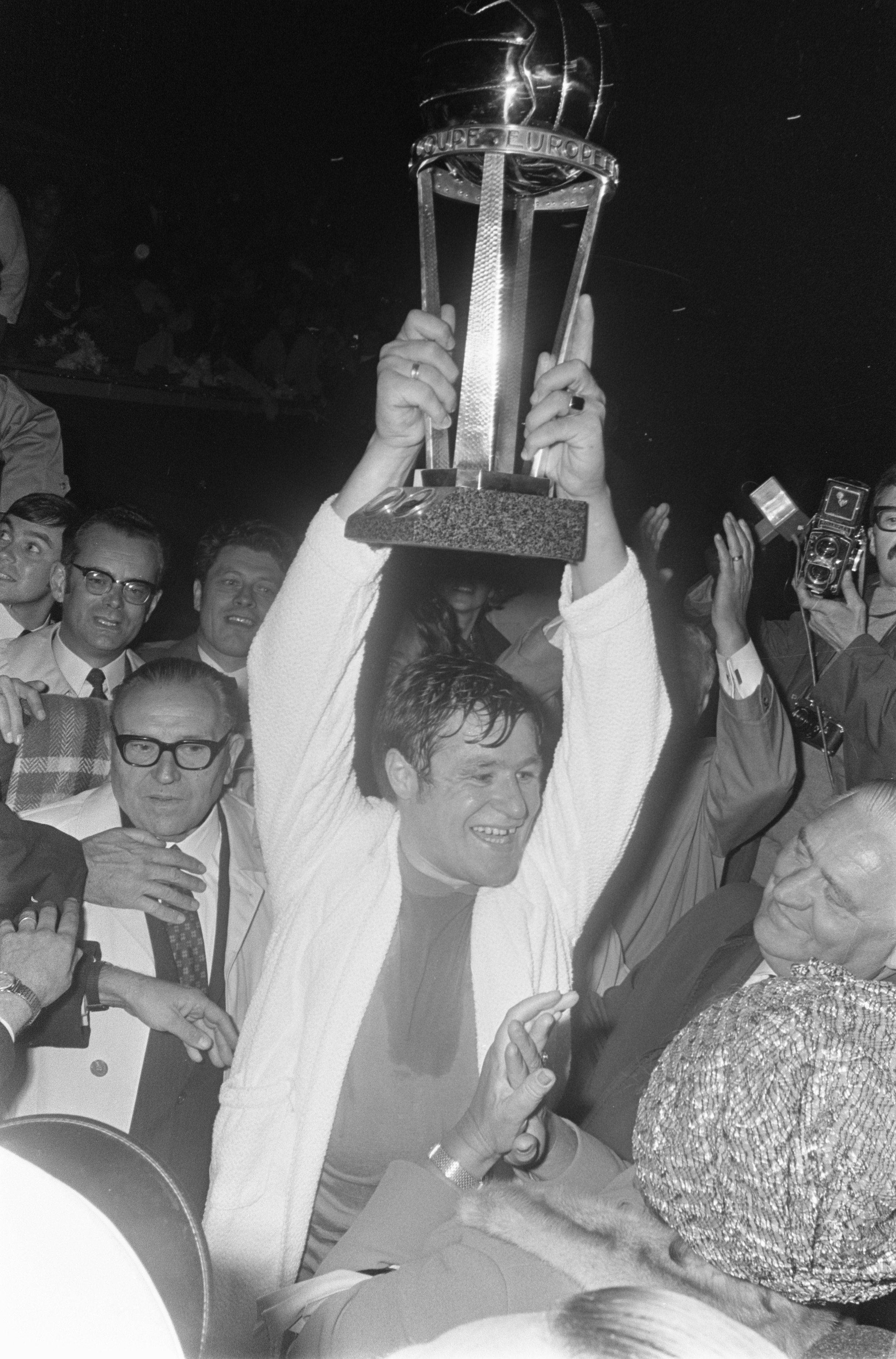
Rinus Israël soulevant la Coupe Intercontinentale.

Il y a aussi Joop van Daele qui marque le but décisif lors de la Coupe intercontinentale 1970, scellant ainsi la victoire de Feyenoord. À la suite de ce but un défenseur argentin casse les lunettes de Van Daele et deux chansons sont composées en référence à cet évènement et à son but : Het Brilletje van Van Daele de Luc Lutz, et Waar is de bril van Van Daele de Johnny Hoes,.
Feyenoord a à cette époque deux gardiens réputés : Eddy Treijtel, considéré comme l'un des meilleurs que club ait eu, bien qu'il soit aussi entré dans l'histoire pour avoir tué une mouette en dégageant un ballon lors d'un match face au Sparta en novembre 1970, ; et Eddy Pieters Graafland considéré comme « un gentleman ». Ce dernier joue 356 matchs pour Feyenoord entre 1958 et 1970, et garde les buts en lieu et place de Treijtel lors de la finale d'Europe de 1970. Son transfert à Feyenoord était un record à l'époque, ayant été acheté 134 000 florins à l'Ajax en 1958.
C'est dans les années 1960 que le premier joueur étranger du club rejoint Feyenoord, en la personne du suédois Harry Bild en 1965, bientôt rejoint par son compatriote Ove Kindvall en 1966. Kindvall est devenu un des attaquants phares du club, marquant 129 buts, l'un d'eux étant le but victorieux face au Celtic Glasgow dans les prolongations de la finale de la Coupe des clubs champions 1970.
Et dans les années 1970 arrivent au club les premiers joueurs extra-européens. Il y a premièrement deux frères sud-africains afrikaners, Geoff et Steve Wegerle, puis Clyde Best qui est aussi le premier joueur de couleur. Ces joueurs n'ont que très peu joué et sont considérés comme des « flops »,,.

#### Années 1980 et 1990

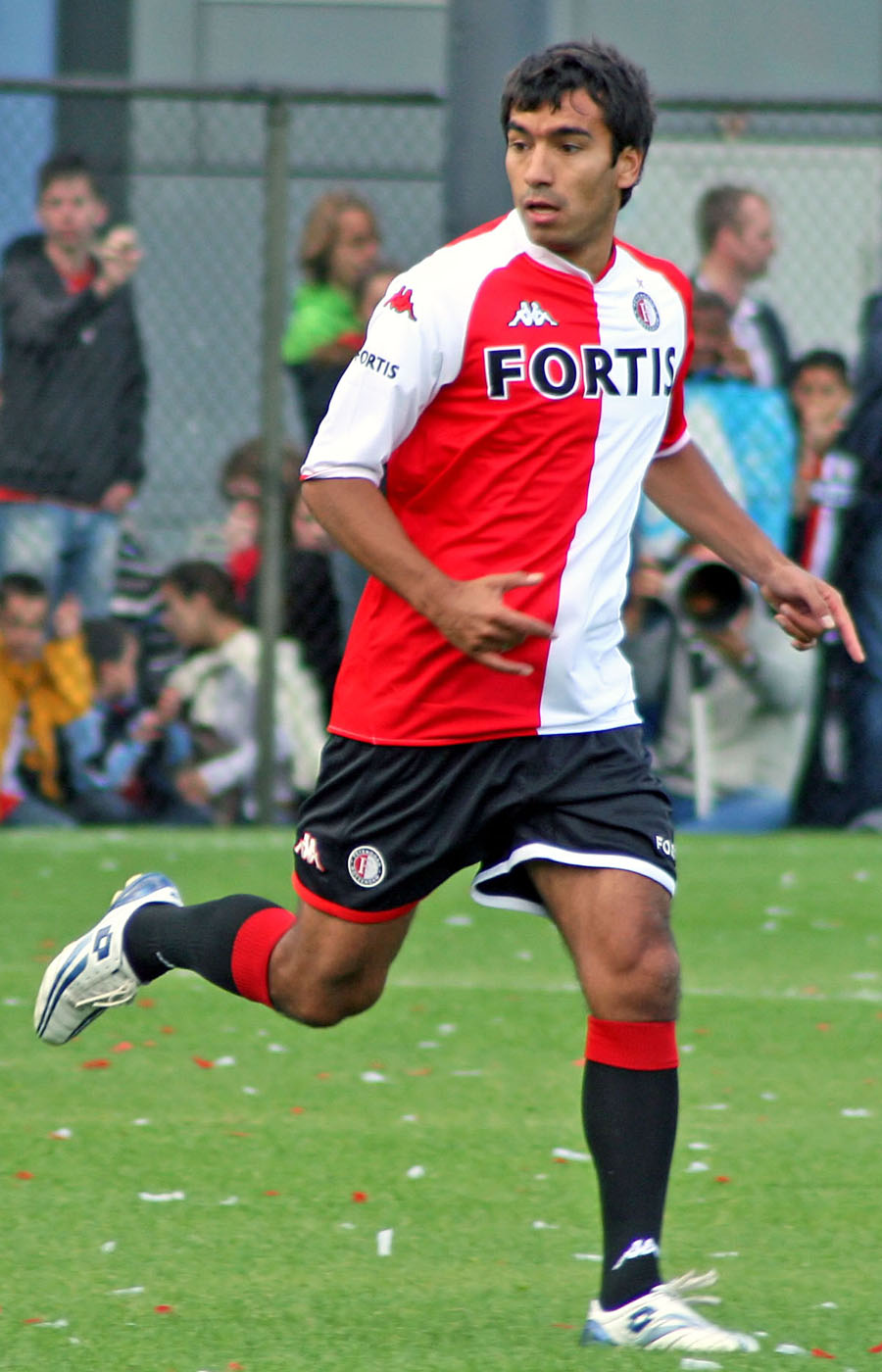
Giovanni van Bronckhorst est formé au club et finit sa carrière de joueur à Feyenoord.

Dans les années 1980, Peter Houtman marque un but remarquable lors du Klassieker du 1er février 1984 et est aujourd'hui devenu le speaker du De Kuip. Parmi ses coéquipiers avec qui il est sacré champion cette année là, on peut citer Ruud Gullit, Johan Cruijff ou le défenseur Sjaak Troost qui est un des one-club men de Feyenoord. À l'instar de Troost, Ben Wijnstekers a connu une grande longévité au club.
De nombreux joueurs des années 1990 sont salués comme József Kiprich surnommé le « Sorcier de Tatabánya », Henk Fräser qui marque un but symbole d'une renaissance pour Feyenoord face au PSV Eindhoven en 1991, John de Wolf, Ed de Goey ou encore Christian Gyan. Ronald Koeman joue au club dans ces années-là.
Julio Cruz débute au club en 1997 et deviendra le plus grand joueur sud-américain à avoir joué pour le club selon Voetbal International.

#### Années 2000 et 2010
Dans les années 2000, on peut citer Pierre van Hooijdonk et Jon Dahl Tomasson qui marquent les trois buts de Feyenoord dans la finale de la coupe UEFA de 2002. Van Hooijdonk a la particularité d'avoir eu une chanson, Put your hands up for Pi-Air, entièrement composée en son honneur par un groupe de supporteurs en 2002.
Shinji Ono est salué pour son jeu et sa popularité entraîne la création d'une boutique de merchendesign de Feyenoord à Tokyo. Coéquipier de Van Hooijdonk, Tomasson et Ono, Bonaventure Kalou connaît une bonne période au club, mais c'est son petit frère Salomon qui marque le plus le club grâce à son duo formé avec Dirk Kuijt, baptisé K2, qui totalise 49 buts en championnat lors de la saison 2004-2005.
Dans les années 2010, deux attaquants très productifs se suivent et rentrent dans l'histoire du club : John Guidetti et Graziano Pellè.
Ron Vlaar qui est mentionné dans le classement de Voetbal International et très populaire parmi les supporters pour son jeu rude et pour avoir pris le micro du speaker après un Klassieker en 2012 pour haranguer la foule.
Après avoir été révélés à Feyenoord, des joueurs comme Giovanni van Bronckhorst, Dirk Kuijt ou Robin van Persie viennent finir leurs carrières au club dans les années 2000 et 2010.

### Effectif professionnel actuel
Le premier tableau liste l'effectif professionnel du Feyenoord Rotterdam pour la saison 2025-2026. Le second recense les prêts effectués par le club lors de cette même saison.
Feyenoord 1 est le nom communément employé pour désigner l’effectif professionnel du club évoluant en Eredivisie. Les joueurs n’évoluant pas dans cette équipe jouent avec l’équipe réserve appelée Feyenoord 2 qui évolue dans un championnat destiné aux équipes réserves.
En grisé, les sélections de joueurs internationaux chez les jeunes mais n'ayant jamais été appelés aux échelons supérieurs une fois l'âge-limite dépassé ou les joueurs ayant pris leur retraite internationale.

## Autres équipes

### Équipe réserve
L'équipe réserve s'appelle Feyenoord 2 et existe depuis les premières années d'existence du club. Elle a changé de nom en Jong Feyenoord en 2001 par une directive de la KNVB, et s'est après appelée Jong Feyenoord/Excelsior à la suite d'une collaboration avec l'Excelsior Rotterdam initiée en 2009 qui a pris fin en 2015.
L'équipe joue dans un championnat organisé pour les équipes réserves de clubs professionnels. Elle est composée de joueurs revenants de blessure de l'équipe première et de jeunes du centre de formation. Elle joue ses matchs sur le terrain principal du complexe de Varkenoord depuis 1949 et son départ de De Kromme Zandweg. Lors du partenariat avec Excelsior Rotterdam, elle jouait ses matchs au Stadion Woudestein.

### Équipes de jeunes
Les équipes jeunes du club représentent le centre de formation appelé Feyenoord Academy. Le centre a été sacré meilleur des Pays-Bas de 2010 à 2014 et est réputé pour être l'une des académies formant le plus de joueurs en Europe. Toutes les équipes jouent leurs matchs à domicile sur les terrains de Varkenoord.

### Club amateur
Le Sportclub Feyenoord est la continuité historique du club dans le football amateur à la suite de la séparation totale entre le football professionnel et amateur intervenue en 1976. Le club amateur, bien que s'organisant de façon autonome, est lié à Feyenoord à presque tous les échelons : il profite des contrats de sponsoring et d'équipementier passés avec la section professionnelle ainsi que des infrastructures du complexe de Varkenoord qui sont partagées entre les deux entités. Jusqu'en 2019, le Sportclub était propriétaire de 53% des actions du De Kuip.
L'équipe évolue le samedi en Zaterdag Hoofdklasse A, le 5e échelon du football néerlandais. Le Sportclub Feyenoord atteint les 16e de finale de la Coupe des Pays-Bas lors de la saison 1996-1997.

### Équipes omnisports
Le premier sport à être pratiqué en marge du football au sein de Feyenoord est l'athlétisme, dont l'équipe est mise en place à partir du 1er avril 1921. Cette section est d'abord entraînée par l'entraîneur de l'équipe de football, Bill Julian, et produit notamment un champion national sur le 800 mètres en 1925, en la personne de Hermanus Visser. Deux records des Pays-Bas sont établis par des membres du club : Visser avec 2 min 40 s 4 sur 1000 mètres en 1925, et Piet Huybers avec 57 s 9 sur 400 mètres haies en 1926. Cette section, qui est toujours en arrière plan du football, est abandonnée au début de la Seconde Guerre mondiale.
Une équipe de baseball est créée une première fois en 1950 avec peu de succès, avant d'être à nouveau créée en 1954. Elle s'installe à Varkenoord, puis devient une bonne équipe au niveau national avant de continuer en 1978 son histoire avec le Sportclub Feyenoord, puis de devenir totalement indépendante en 1983. Ce club fusionne avec l'équipe du Sparta en 1998. Cette nouvelle équipe prend le nom de HSV Sparta/Feyenoord et disparaît définitivement en 2012.
Feyenoord distribue depuis 2018 des licences à certains clubs qui peuvent ainsi utiliser le logo et le maillot du club. Une équipe de basketball, futsal, handball et de hockey sur gazon existent sur ce modèle,.
Depuis 2017, Feyenoord a aussi une équipe d'esport pour participer au championnat des Pays-Bas sur le jeu vidéo FIFA sur Playstation 4 et Xbox One.

## Identité du club

### Dénomination
Le premier nom du club est Wilhelmina. Ce nom vient du parvis de l'église de Wilhelminakerk où les joueurs avaient l'habitude de se retrouver pour jouer. En 1909, l'équipe doit jouer un match à Capelle aan den IJssel mais tous les joueurs ne sont pas disponibles. L'équipe part donc à la recherche de joueurs et rencontre à Afrikaanderplein des jeunes sans club qui acceptent de rejoindre l'équipe. Parce qu'ils viennent du quartier voisin d'Hillesluis, le club est renommé Hillesluis Feijenoord Combinatie, abrégé en HFC.
La Rotterdamsche Voetbalbond fait savoir quelques mois plus tard, lorsque le club veut devenir membre de l'organisation pour jouer des matchs de championnat, que le HFC Haarlem est déjà enregistré sous les initiales de HFC et qu'ils doivent changer de nom. Un des joueurs, Jan Ouwerkerk, propose alors le nom Celeritas, qui est unanimement accepté alors qu'aucun joueur n'en connait la signification,. Le nom est un temps H.F.C. Celeritas, avant de devenir R.V.V. Celeritas pour Rotterdamsche Voetbal Vereniging „Celeritas” en français : « Association rotterdamoise de football “Celeritas” ».

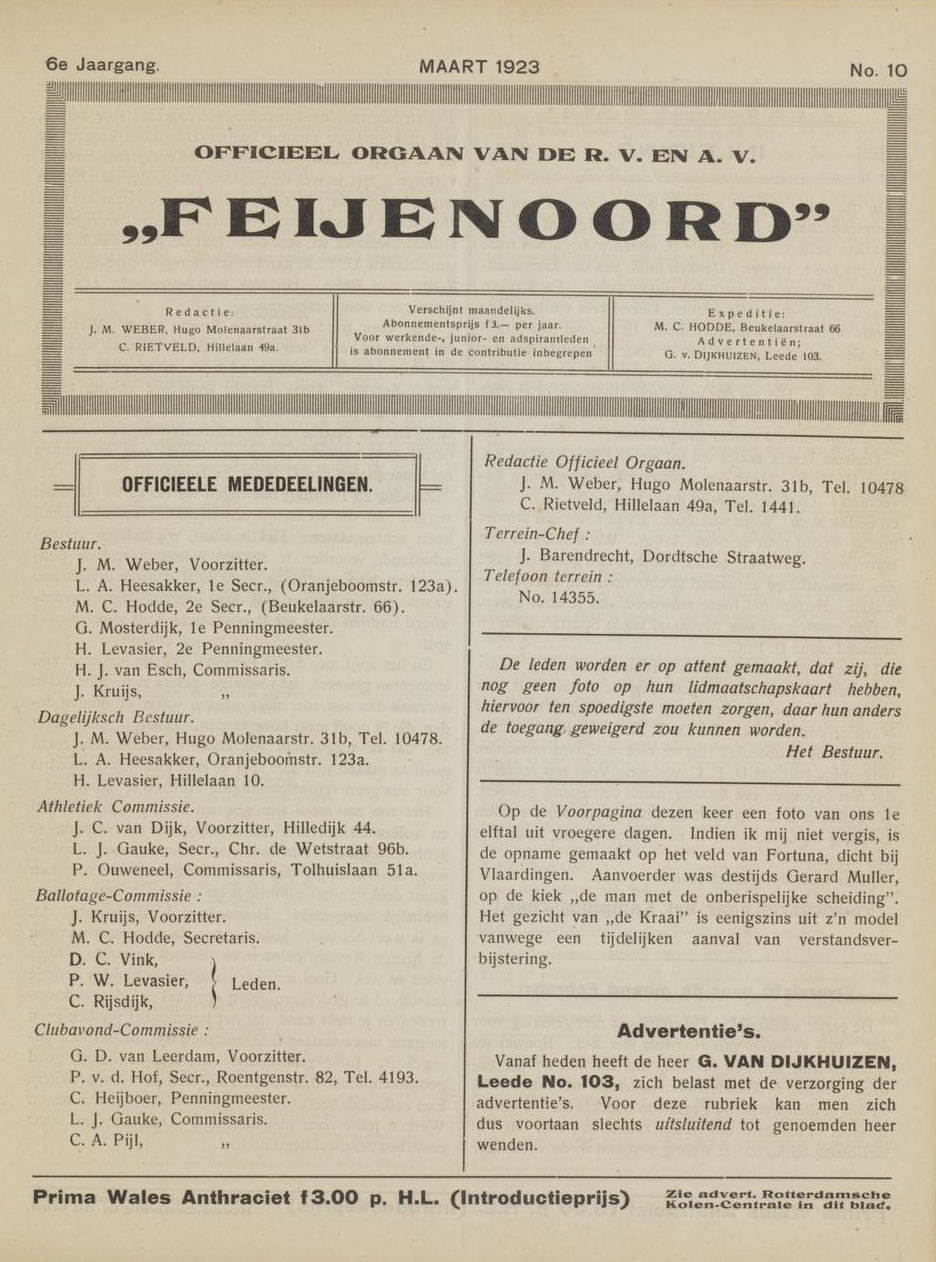
Journal du club de mars 1923 où l'on peut lire le nom Feijenoord.

Celeritas remporte le championnat de la RVB en 1912 et obtient ainsi sa promotion au sein des championnats de la NVB. Si le club est accepté, la NVB lui notifie qu'il doit à nouveau changer de nom pour éviter toute homonymie avec le Celeritas de La Haye. Les membres du club organisent un vote pour décider du nouveau nom. Feijenoord remporte le plus de voix (21) devant Het Zuiden (4) et Mars (2). et le club adopte donc finalement le nom du quartier où il a été fondé, et où il joue.
Le nom complet du club est dans un premier temps R.V.V. Feijenoord, avant d'être changé en 1923 en RV & AV Feijenoord, pour Rotterdamse Voetbal- en Athletiek Vereniging Feijenoord en français : « Association rotterdamoise de football et d'athlétisme Feijenoord », lorsque la direction veut mettre en avant la pratique de l'athlétisme au sein du club. Le club intègre l'Eredivisie pour sa saison inaugurale en 1956, il change alors de nom pour Sportclub Feijenoord.
En raison des problèmes de prononciation du digramme IJ à l'étranger, le club internationalise officiellement et définitivement son nom en Sportclub Feyenoord le 27 septembre 1973. Lors de la séparation en 1978 du club en deux entités, l'une amateur et l'autre professionnelle, les amateurs gardent le nom de Sportclub Feyenoord et les professionnels prennent le nom de BVO Stichting Feyenoord. Changé ensuite en Feyenoord Rotterdam NV en 2004. Les initiales BVO (Betaald Voetbal Organisatie, « Organisation de football professionnel ») et NV (Naamloze Vennootschap), ainsi que l'appellation Stichting ne sont présents que sur les documents juridiques, indiquant uniquement la raison sociale du club. Le club continue d'être communément appelé Feyenoord dans le langage courant et est inscrit en tant que Feyenoord Rotterdam auprès de la KNVB et de l'UEFA.
Enfin, en néerlandais standard Feyenoord est prononcé /ˈfɛiənoːrt/. Néanmoins, l'accent populaire de Rotterdam modifie légèrement cette prononciation, qui devient alors /ˈfaːinoːrt/. On retrouve une influence de cette prononciation lorsque le nom est informellement orthographié Faainoort, afin d'insister sur la façon rotterdamoise de dire Feyenoord.

### Couleurs et maillots
| 1908 |  | 1909-1912 |  | Depuis 1912 |  | 1948-1954 |  | 1983-1987 |

Le premier jeu de maillots est acheté par le club, alors nommé Wilhelmina, chez Dekker's Sporthandel, quelque temps après la création du club en 1908. La tenue complète était alors composée d'un maillot rouge grenat aux manches bleu clair et d'un short blanc. Elle aurait été conseillée par le gérant du magasin car similaire au maillot d'Aston Villa, ce qui serait gage de succès. Les membres du club auraient été séduits par ce maillot car les couleurs étaient similaires au drapeau des Pays-Bas. Le club opte un an plus tard pour un maillot rayé horizontalement de jaune et noir, sans doute choisi pour une question de mode et en raison du stock de maillots suffisant chez le fournisseur pour habiller toute l'équipe.
La tenue traditionnelle de Feyenoord composée d'un maillot rouge et blanc ainsi que de bas noirs ne fait son apparition qu'en 1912 lorsque le club est admis dans la 3e division du championnat national et adopte officiellement le nom de R.V.V. Feijenoord. La raison exacte du choix des couleurs n'est pas connue mais ces dernières feraient référence au football anglais où des clubs portaient ce maillot, comme Blackburn Rovers,. Feyenoord joue avec un maillot où les couleurs sont inversées à partir de la saison 1947-1948 et ce jusqu'en 1954, en raison d'une erreur de production qui ne pouvait pas être corrigée à cause d'un manque d'argent.
Dans les années 1960, les maillots sont fournis par la marque anglaise Bukta, ou par le fabricant de maillots néerlandais Jansen & Tilanus,. C'est en 1970, peu avant la finale de la Coupe des clubs champions de 1970 et pour avoir la primeur d'être associé au club lors de celle-ci, que Le Coq sportif démarche Feyenoord et devient le premier équipementier-sponsor maillot exclusif de l'équipe première.
Les couleurs rouges et blanches sont altérées entre 1982 et 1989 avec l'apparition d'un encart jaune en raison des contrats de sponsoring avec Gouden Gids puis avec Opel, les premiers sponsors maillots du club.
Feyenoord a joué avec diverses variations de couleurs pour ses maillots extérieurs. Les premiers maillots alternatifs sont utilisés dès les années 1920 lors de rencontres à domicile pour éviter toute confusion avec l'équipe visiteuse lorsque celle-ci dispose d'un maillot trop similaire. Ces premiers maillots sont en réalité une chemise blanche, avant que de véritables maillots généralement composés de variations de blanc, de vert et de rouge soient utilisés. Le maillot extérieur traditionnel est vert et blanc, faisant ainsi référence aux couleurs de la ville de Rotterdam. C'est celui porté lors de la finale de 1970 face à l'Estudiantes de La Plata. De 1982 et jusqu'en 1991, le maillot extérieur est aux couleurs du sponsor du club : jaune pour Gouden Gids et Opel ; puis blanc, bleu et rouge pour HCS. S'ensuivra le retour d'un maillot vert lors de la saison 1991-1992, alors aussi couleurs du sponsor, qui est depuis occasionnellement remplacé par une autre combinaison de couleurs. Néanmoins depuis le début des années 2000 et en vertu d'un accord conclu entre la direction de Feyenoord et les supporteurs, le maillot extérieur doit contenir une référence à Rotterdam.

## Structures du club

### Stades

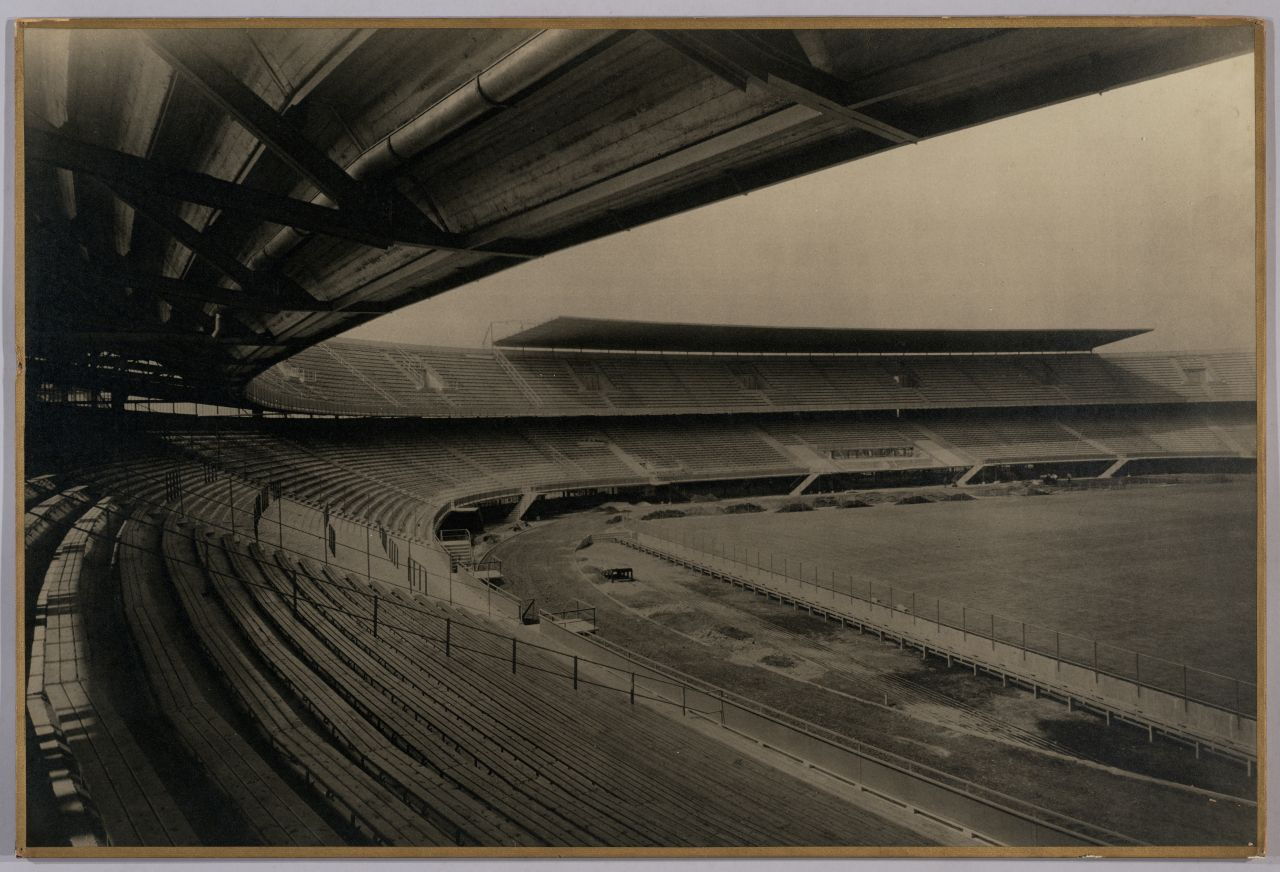
De Kuip dans sa configuration originelle.

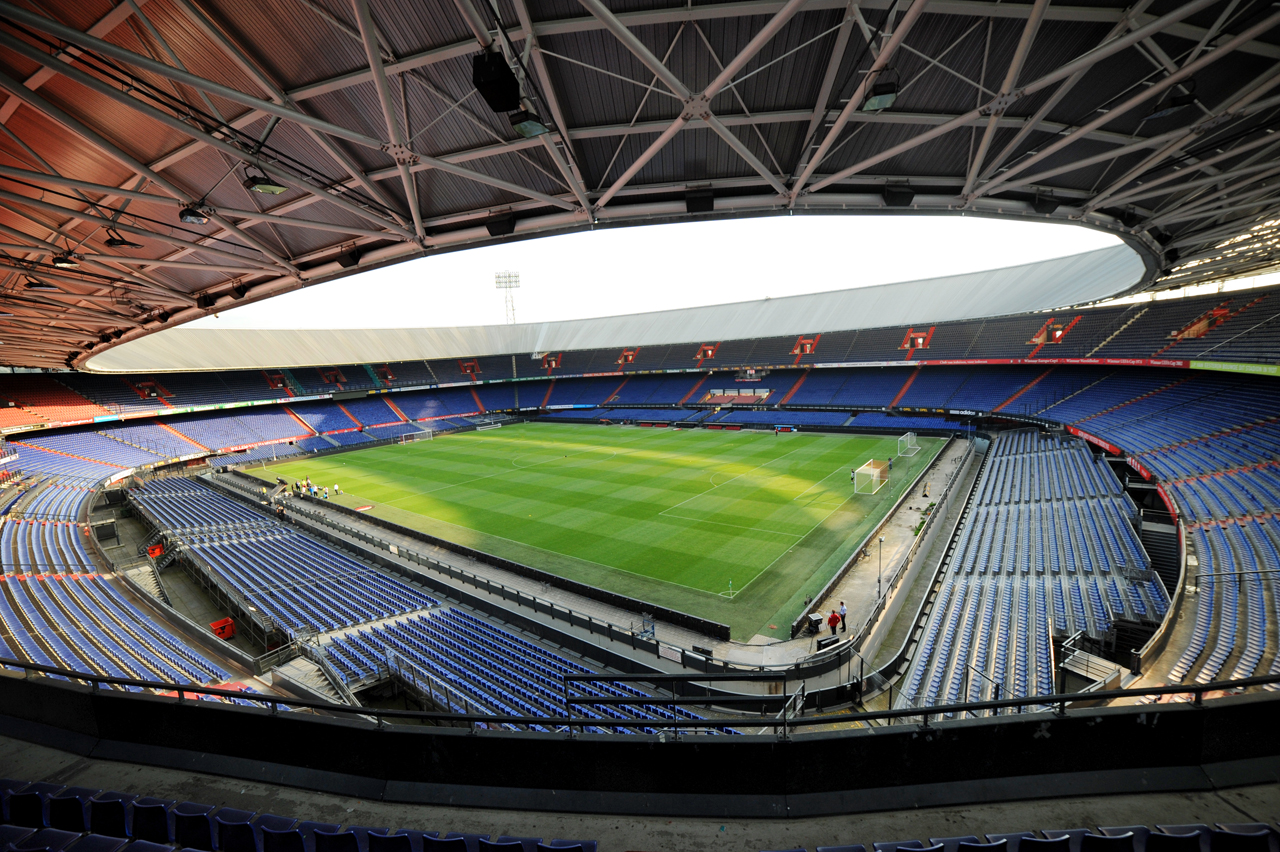
De Kuip aujourd'hui.

Feyenoord joue ses tout premiers matchs en 1908 sur un terrain dans le quartier de Feijenoord appelé De Put, avec comme vestiaires le café De Kleine Concurent,.
Le club obtient ensuite le droit par autorisation de la ville à déménager en 1909 à Afrikaanderplein où se trouve un vrai terrain de football,. Les vestiaires et le local du club, où sont notamment entreposés les buts entre chaque match, est situé au no 63 de la Joubertstraat dans le café de Frans Waltmann,. Le club connaît sur ce terrain ses premiers succès dans les championnats de la NVB. Mais c'est parce que le terrain d'Afrikaanderplein est de mauvaise qualité, et situé au milieu d'un parc en voie de transformation en jardins ouvriers, que le besoin se fait sentir de déménager vers un véritable stade.
Isaak Barzilaij repère un terrain correspondant aux attentes du club et l'aide à y établir son premier stade. Le Kromme Zandweg est inauguré le 26 août 1917 lors d'une défaite 2 à 3 face à Be Quick, un club de Zutphen. Feyenoord y joue sa première saison en 1re division. Initialement composé de deux tribunes pouvant accueillir 1 000 personnes, la capacité totale du stade sera étendue à 12 000 places deux ans avant le déménagement au Stadion Feyenoord en 1937. Le Kromme Zandweg a continué à être utilisé jusqu'en août 1949 par les autres équipes de Feyenoord.
L'idée de la construction d'un nouveau stade entièrement destiné à Feyenoord, composé d'une tribune à deux étages, aurait été vue par Leen van Zandvliet dans un rêve en 1931,. Le projet est premièrement exposé lors d'une interview pour le Nieuwe Rotterdamsche Courant le 20 avril 1931, puis approuvé par les membres du club en 1934. Le stade s'inspire de la nouvelle tribune ouest d'Highbury, construite en 1931. Le premier pilier du stade est symboliquement posé par Puck van Heel le 22 juillet 1935 et le stade est inauguré lors d'une victoire 5 à 2 face à Beerschot le 27 mars 1937. Feyenoord y joue depuis sans discontinuer, exception faite durant une saison pendant la guerre où le club doit jouer à Het Kasteel ou au Kromme Zandweg. Une importante rénovation a lieu en 1994 qui a notamment consisté en l'ajout d'un toit, la construction d'un bâtiment le long de la Maastribune et le rajout de nouvelles tribunes tubulaires le long du terrain. Sa capacité est d'actuellement 50 000 places, capacité abaissée à 47 500 places lors des matchs de football pour des raisons de sécurité. Officiellement baptisé Stadion Feijenoord, il est plus couramment appelé par son surnom : De Kuip (« La Bassine » ou « La Baignoire »).

### Centre d'entraînement

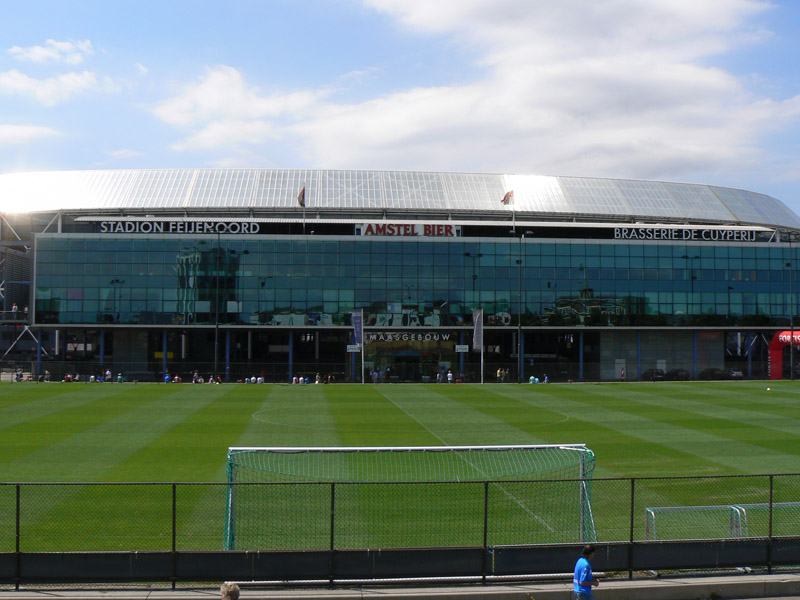
Le dernier terrain d'entraînement de De Kuip, détruit en 2009.

À partir de la fin des années 1930, l'équipe première de Feyenoord s'entraîne sur les deux terrains juxtaposants De Kuip. Lors de la rénovation du stade en 1994, l'ajout d'un bâtiment longeant la Maastribune entraîne la fermeture d'un des deux terrains. Le terrain restant est remplacé en 2009 par un parking sur décision de la mairie de Rotterdam.
Feyenoord s'entraîne alors sur le complexe voisin de Varkenoord. Les joueurs, qui continuent d'utiliser les vestiaires du stade, se rendent à l'entraînement sur les terrains voisins soit à pied soit en minibus. À partir de juin 2018 un nouveau complexe d'entraînement, baptisé 1908, est utilisé. Il est situé au sud de Varkenoord et est entièrement destiné à l'équipe première de Feyenoord.

### Varkenoord
Le Sportcomplex Varkenoord, est un ensemble de terrain de football et de bâtiments construit en face de De Kuip à partir des années 1940. En 1949, toutes les équipes seniors et jeunes de Feyenoord quittent les terrains de De Kromme Zandweg pour s'installer à Varkenoord, des plans d'urbanisme pour l'aménagement des quartiers sud de Rotterdam condamnant De Kromme Zandweg à être détruit. Les équipes jeunes, les équipes amateurs ainsi que la réserve de l'équipe professionnelles y jouent depuis sans discontinuer.
En août 2019, Feyenoord inaugure un nouveau complexe sportif, plus moderne, bâti au sud des anciennes installation de Varkenoord, qui sont quant à elles détruites. Ce complexe est alors désigné comme le Nieuw Varkenoord.

### Aspects juridiques et économiques
Le club de Feyenoord est à l'origine une association, puis devient une stichting en 1978, lors de la séparation du football amateur et professionnel décidé par la KNVB. Feyenoord reste ensuite une stichting jusqu'en 2004, année où la direction du club décide de changer le statut juridique du club en naamloze vennootschap. Cette restructuration du club est achevée deux ans plus tard par la commission Kerkum qui dresse les grandes lignes du fonctionnement actuel de Feyenoord.
Le club, qui est alors une naamloze vennootschap, voit son capital être divisé entre deux stichting : la Stichting Continuïteit Feyenoord (SCF, puis STICO) qui possède 50,1 % des actions, et la Stichting Administratiekantoor (SAK) qui en possède 49,9 %.
La STICO est la garante de la continuité historique et culturelle du club. Elle gère seule les questions importante au sein du club comme le choix du logo, du maillot ou la conservation de la licence du club auprès de la KNVB. Tandis que la SAK a pour but d'injecter des capitaux dans le club en sollicitant de potentiels investisseurs.
Lorsque Feyenoord est en proie à de grandes difficultés économiques à la fin des années 2000, un groupe de 30 investisseurs privés, mené par Pim Blokland, commence à soutenir financièrement le club,. Il investit dans un premier temps 17 millions d'euros en octobre 2010, avant d'obtenir en juillet 2012 la totalité des actions de la SAK contre 32,5 millions d'euros. Cette entrée de Vrienden van Feyenoord (VvF) dans le capital lui donne le droit à 4 % de dividendes annuels et 6 % en cas de qualification de l'équipe première pour la Ligue des champions de l'UEFA.
En 2018, la STICO rachète 10 % des actions à VvF pour 3,5 millions d'euros. VvF aurait en 2020 environs 45 % des actions.
Stichting Continuïteit Feyenoord est un organisme présidé depuis 2018 par Ivo Opstelten, ancien bourgmestre de Rotterdam. VvF a le droit d'avoir deux représentants au sein du STICO et les supporters y sont représentés par une personne membre du club officiel de supporters du club. Cette représentation des supporters est considérée du temps de la commission Kerkum comme une innovation et une grande première. Une autre nouveauté apportée par la commission est le resserrement des liens entre Feyenoord, le Sportclub Feyenoord et la Stadion Feijenoord NV.
Vrienden van Feyenoord est une besloten vennootschap considérée comme opaque. En 2020, elle est essentiellement menée et dirigée par Pim Blokland.
La STICO et VvF appointent ensemble un comité de commission (RvC), qui dresse les grandes lignes de la politique du club puis nomme et supervise la direction, qui quant à elle s'occupe de la politique sportive et des affaires courantes du club.
| Comité de commission (RvC) | Direction du Feyenoord Rotterdam NV | Direction du Stadion Feijenoord NV                                           |
| Président commissaire : Toon van Bodegom Commissaire : Gérard Moussault Commissaire : Sjaak Troost Commissaire : Ronald Brus Commissaire : Peter van der Laan Conseiller RvC : Richard Bruens | Directeur général : Poste vacant Directeur technique : Frank Arnesen Directeur financier : Pieter Smorenburg Directeur commercial : Joris van Dijk | Directeur : Jan van Merwijk Directeur administratif et financier : Carl Berg |

## Soutien et image

### Supporters

#### Het Legioen

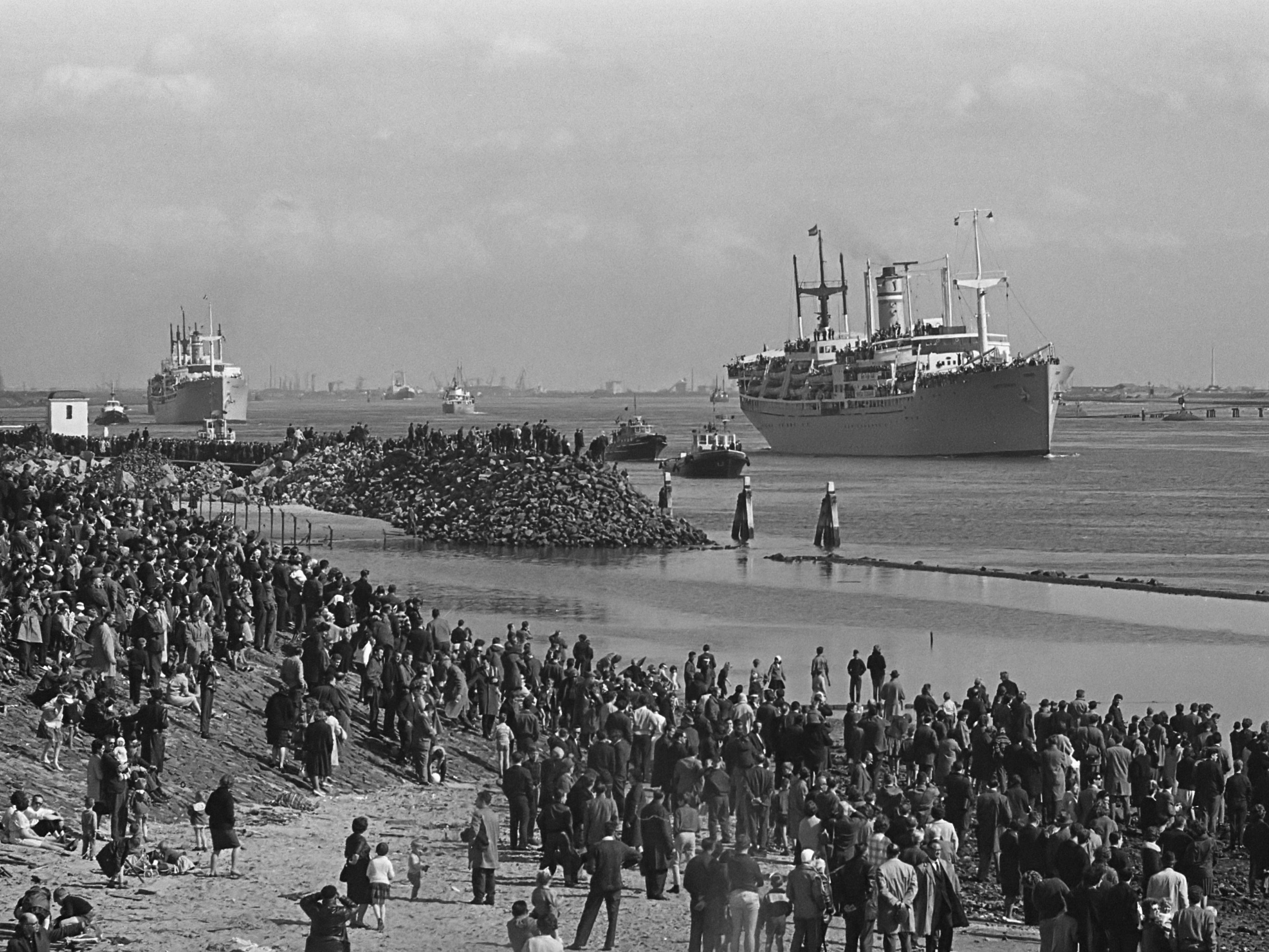
Bateaux partant pour Lisbonne.

Feyenoord est le deuxième club de football le plus populaire aux Pays-Bas. Considéré comme disposant de supporteurs loyaux et de la meilleure ambiance du pays, on appelle l'ensemble des supporteurs de Feyenoord, Het Legioen en français : « La Légion ». Ce surnom date de 1963 et est donné par la presse quand Feyenoord atteint la demi-finale de la Coupe des clubs champions, une première pour un club néerlandais à l'époque. L'engouement pour le club est tel que le journal Het Vrije Volk lance l'idée d'affréter un bateau afin d'aller voir le match retour contre Benfica à Lisbonne. Deux bateaux seront finalement mis à disposition des 1 500 fans qui décident de faire le déplacement. En 1962, 30 000 supporteurs s'étaient déjà rendus au Bosuilstadion d'Anvers pour un match face au Vasas Budapest.
Les supporteurs de Feyenoord sont depuis réputés pour se déplacer en nombre. 25 000 supporteurs se rendent à Milan pour la finale de la Coupe des clubs champions de 1970 ; 12 000 supporteurs se déplacent à Düsseldorf en Coupe des coupes pour assister au match face au Borussia Mönchengladbach en 1996 ; 8 000 supporteurs soutiennent l'équipe face à l'Inter Milan à San Siro en 2002 ; 5 000 supporteurs vont soutenir Feyenoord au Stade olympique de Rome en 2015 pour les seizièmes de finale de la Ligue Europa face à l'AS Roma et plus de 7 000 supporteurs se rendent à Old Trafford pour un match de Ligue Europa face à Manchester United en 2016. Dans le championnat néerlandais, Feyenoord est le club suivi par le plus de supporteurs lors des matchs à l'extérieur.

#### Chants et chansons
À domicile, les supporteurs sont connus pour l'ambiance intimidante qu'ils instaurent ainsi que par la variété des chants entonnées, dont le plus connu est basé sur une chanson écrite pour Feyenoord par Jaap Valkhoff. Cette chanson sort sous forme de single en 1963 avec le titre Hand in hand, kameraden. Associée aux succès sportifs de Feyenoord et reprise par les supporteurs lors des déplacements des années 1960, elle acquiert un statut emblématique et une forte notoriété. Hand in hand, kameraden est aujourd'hui l'hymne officiel du club et est joué lors de l'entrée des joueurs sur le terrain.
D'autres artistes ont réalisé des chansons en l'honneur de Feyenoord ou sont liés à Feyenoord. On peut citer Gerard Cox et sa chanson Feyenoord, Feyenoord. DJ Paul Elstak qui est souvent invité à mixer au stade avant certains matchs, ou encore Lee Towers. Ce dernier est invité lors des grandes célébrations de Feyenoord pour y chanter sa chanson Mijn Feyenoord, qui est par ailleurs souvent entonnée par les supporters lors des matchs.
Depuis les années 1990, la musique jouée après chaque but de Feyenoord à De Kuip est la reprise de I Will Survive par Hermes House Band.

#### Association de supporters
Dans les années 1920 et 1930, les matchs les plus importants de Feyenoord ne sont pas joué au Kromme Zandweg mais sont délocalisées à Het Kasteel. Les deux raisons qui expliquent ces délocalisations sont une question de capacité, plus importante à Het Kasteel, et une autre pour des raisons d'ordre public.
Lorsque Feyenoord décide de délocaliser les derniers matchs décisifs pour le titre de champion en 1931, dont l'un d'eux doit se jouer contre l'Ajax, des supporters agacés se réunissent au café De Spil, adjacent au Kromme Zandweg, où ils échangent sur leur agacement. Cet événement marque la fondation le 20 avril 1931 de la Feijenoord Supportersvereniging, créée afin de continuer à faire entendre leurs revendications de façon perenne. Cette association de supporter entretient depuis des liens très étroits avec la direction du club, et son avis est en principe régulièrement consulté sur différentes questions.
Une association concurrente est créée au début de l'année 2012, avec le nom De Feijenoorder. En 2016, les deux associations fusionnent et devient FSV De Feijenoord. Plus de 17 000 personnes sont membres de cette association.

#### Affluence
Feyenoord a historiquement l'une des meilleures affluence moyenne aux Pays-Bas, malgré une chute d'affluence très importante à la fin des années 1980 qui s'explique notamment par l'enchaînement de mauvais résultats sportifs associés à une baisse globale de la fréquentation des stades, en raison d'un désintérêt des Néerlandais pour le football au cours de ces années-là.

### Rivalités

#### De Klassieker
Le Feyenoord entretient une très forte rivalité avec l'Ajax Amsterdam depuis l'avènement du professionnalisme en 1954 et la domination des deux équipes sur la scène nationale de la fin des années 1950 au début des 1970. Le match entre les deux clubs est baptisé De Klassieker (« Le Classique ») et est l'un des matchs les plus médiatisés du football néerlandais.
La rivalité acquert une forte réputation en raison notamment des affrontements fréquents qui ont lieu en marge des matchs entre les groupes de supporteurs des deux équipes à partir des années 1980. Lors d'une bataille organisée entre les divers groupes de hooligans des deux clubs en 1997, un supporter de l'Ajax est assassiné.
La rivalité sportive s'est construite sur un socle d'antagonismes socio-culturels dus à l'histoire de chacune des deux villes et des deux clubs. Feyenoord est un club aux origines ouvrières dont les supporteurs n'apprécient guère l'élitisme de l'Ajax, club de la classe moyenne d'Amsterdam.
La rivalité entre les deux villes, Rotterdam la ville portuaire moderne meurtrie par la guerre et d'une autre part, Amsterdam la capitale à l'architecture ancienne, joue également un rôle important. La rivalité est telle que les fans de Feyenoord, comme de nombreux habitants de Rotterdam dans un contexte plus large, ne prononcent généralement pas le nom Ajax et utilisent l'indicatif téléphonique d'Amsterdam, 020, pour les nommer.

#### Derby de Rotterdam
Le Sparta Rotterdam est également un rival important et le match entre les deux clubs est perçu comme le vrai derby de Rotterdam.
À l'instar de l'Ajax Amsterdam, Sparta est perçu comme un club élitiste. Historiquement club de la jeunesse bourgeoise, le club est originaire de Spangen, un quartier historique du nord-ouest de la ville, alors que Feyenoord vient des quartiers modernes du sud de Rotterdam sur l'autre rive de la Meuse.
Cet antagonisme social est mis en exergue lorsque Feyenoord remporte pour la première fois le championnat en 1924, mettant fin à l'hégémonie du Sparta. À cette occasion, le journal Voorwaarts, proche du Parti social-démocrate des ouvriers organise une parade en l'honneur de Feyenoord à Rotterdam, car les membres du parti considèrent alors les joueurs du club comme ancrés dans le prolétariat de Rotterdam.

#### Autres rivalités
Feyenoord compte ensuite quelques rivaux au niveau national en raison de leurs performances sportives, comme le PSV Eindhoven ou plus récemment le FC Twente, bien que cette dernière tire aussi son origine dans des affrontements entre groupes de hooligans dans les années 1980.
Au niveau continental, les supporteurs de Feyenoord expriment énormément d'animosité envers Tottenham Hotspur, en raison des incidents provoqués par les supporteurs de ce club en marge du match retour de la finale de la Coupe UEFA en 1974, qui constituaient alors les tout premiers faits liés au hooliganisme aux Pays-Bas.

### Hooliganisme
Feyenoord a eu de nombreux problèmes liés au hooliganisme durant son histoire. Les deux firms historiques se nomment S.C.F. et FIIIR. Les deux seules morts liées au football aux Pays-Bas ont été causées par des hooligans de Feyenoord, qui ont assassiné Eric Lassche en 1991 et Carlo Picornie en 1997.
Les tout premiers incidents causés par des hooligans aux Pays-Bas ont lieu lors de la finale de la Coupe UEFA en 1974 qui oppose Feyenoord à Tottenham au Stade Feijenoord. Les supporteurs anglais, qui sont arrivés en début d'après-midi à Rotterdam, commencent à saccager le centre-ville avant de causer des heurts dans le stade. Les supporteurs de Feyenoord restent pacifiques lors cette finale.

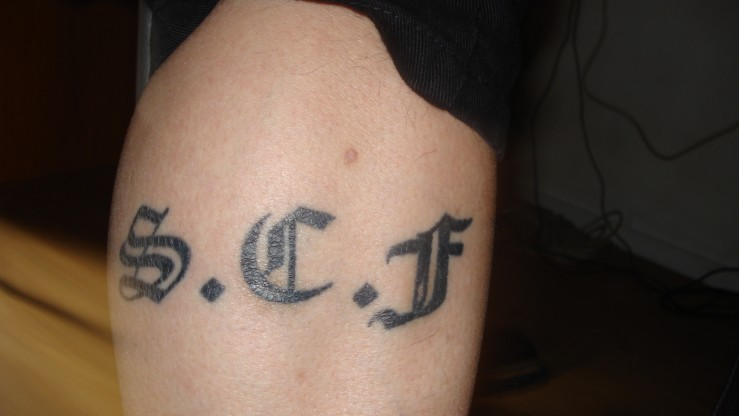
Tatouage d'appartenance à la firm S.C.F.

Rotterdam est considéré à la fin des années 1970 comme une ville à problème et le hooliganisme semble y tirer son origine. C'est dans la tribune debout située derrière un des buts à De Kuip que les premiers supporteurs adoptent des comportements liés au hooliganisme. Les premiers hooligans se réfèrent alors soit à l'un des secteurs de cette tribune, Vak S, soit aux initiales S.C.F. en référence au nom du club.
Le début des années 1980 marque le véritable commencement des comportements belliqueux envers les supporteurs adverses et des actes de violence lors des déplacements. Des hooligans tentent d'attaquer les supporteurs de l'Ajax Amsterdam lors de la finale de la coupe des Pays-Bas en 1980, et d'autres jettent une bombe artisanale sur le terrain lors d'un match chez l'AZ Alkmaar en 1982. De violents affrontements ont lieu en 1983 lors de la réception de Tottenham, résultant en d'importants mouvements de foule. L'événement le plus violent de ces années intervient lorsque des hooligans font exploser deux bombes contenants des clous dans la tribune des supporteurs de l'Ajax au stade De Meer,.
Après l'assassinat de Carlo Picornie lors de la bataille de Beverwijk en 1997, la S.C.F. perd progressivement son leadership au profit de nouveaux groupes, composés de membres plus jeunes, qui s'avèrent être plus violents et imprévisibles. NRC Handelsblad mentionne l'un de ces groupes responsable d'incidents en 1999 comme portant le nom de Feyenoord Jongeren Kern (FJK), mais le sociologue Ramón Spaaij parle quant à lui de Rotterdam Jongerenkern (RJK). C'est de ces groupes de jeunes hooligans qui se forment à la suite de la bataille de Beverwijk que naît la FIIIR. Cette firm, qui n'est pas un groupe homogène mais un agrégat de différents plus petits groupes, devient au tournant des années 2000 la firm la plus importante et responsable des principaux incidents. Le nom de FIIIR symbolise l'idée qu'il s'agit de la 3e génération de hooligans du club.
Le hooliganisme s'affaiblit finalement dans les années 2000, jusqu'à devenir marginal dans les années 2010. Les derniers grands affrontements impliquant des hooligans de Feyenoord ont eu lieu en 2005 avant le Klassieker à De Kuip. Lors de la Coupe UEFA 2006-2007 contre l'AS Nancy-Lorraine, où le match est interrompu en raison de jets de sièges sur la pelouse et où des hooligans provoquent également des incidents dans la ville de Nancy ; ce qui provoque l'exclusion du club de la coupe alors que Feyenoord devait jouer contre Tottenham en 16e de finale. Lors de la Ligue Europa 2014-2015, où de nombreux incidents éclatent à Rome la veille et le jour de la rencontre face à l'AS Roma.

### Médias

#### Presse et communication officielle
Le club lance son premier journal en mai 1912 avant de stopper sa publication une année plus tard par manque d'argent. Le concept d'une publication propre au club refait son apparition en 1917. Le magazine alors nommé De Feijenoorder est publié mensuellement et écrit par des membres du club. Il est destiné avant tout aux autres membres du club et est réputé pour ses anecdotes et son ton humoristique. En 1983, la direction de Feyenoord change sensiblement le format du magazine et le renomme Feyenoord Magazine. Le magazine, toujours écrit par des supporteurs et membres du club connait peu de succès et est stoppé au début des années 1990. Un journal plus commercial prend ensuite le relais, baptisé Feyenoord Krant. En 2008, il est renommé à nouveau Feyenoord Magazine. Il est envoyé aux membres du club officiel de supporters de Feyenoord, Het Legioen. Il est également en vente chez les marchands de journaux à travers les Pays-Bas.
Lors de chaque rencontre disputée à De Kuip, le club distribue gratuitement un programme officiel : Feyenoord Wedstrijdmagazine qui contient de courts articles, des pronostics d'anciennes gloires du club sur le match du jour et un poster de joueur au format A4.
À l'instar de nombreux clubs d'Eredivisie, Feyenoord possède sa propre émission de télévision baptisée Feyenoord TV, qui est diffusée quotidiennement sur les canaux du groupe Fox Sports NL.

#### Presse non officielle
L'association de supporteurs FSV De Feijenoorder édite chaque mois son propre magazine depuis 1979 : Hand in Hand. Il est envoyé aux membres de l'association et est également vendu en kiosque.
L'une des plus anciennes publication vendue en marge des matchs est Stadion Sportnieuws qui prend la forme d'un programme vendu à chaque rencontre à domicile depuis 1949, FSV De Feijenoord en reprend la publication au début de la saison 2020-2021.
Les supporteurs ont aussi créé et écrit plusieurs fanzines, les plus connus à partir de la fin des années 1980 étaient Kuipbewoners, Daar aan de Maas et King of the Gasstation du surnom de Mike Obiku. Lunatic News a été l'un des fanzines les plus populaires. Il a été pour la première fois vendu en marge des matchs à domicile en 1998 et a connu 85 numéros avant d'arrêter sa publication en 2016.